# Tyresö slott
Tyresö slott är ett slott i Tyresö socken i Tyresö kommun på Södertörn i Södermanland. Godset är först omnämnt med namnen Tyrisedhe, Tyrizö, sedermera Töresö, Torso och under 1700‐talet Tyresjö. Tyresö slott var fram till 1930‐talet ett av de största godskomplexen i Stockholmstrakten och samtidigt ett av de äldsta med anor åtminstone från 1300‐talet.
Tyresö slottsområde är naturskönt beläget vid den innersta delen av Kalvfjärden, 18 kilometer sydost om Stockholm. Huvudbyggnaden är cirka 40 meter lång, 9 meter bred och 9,5 meter hög. Den består av tre våningar och har två gaveltorn. Även de två fristående flyglarna är cirka 40 meter långa. De har två våningar och båda kröns av två torn med kopparbeslagna spiror. Till slottet hör även Tyresö kyrka, som är ett välbevarat exempel på de få kyrkobyggnader som uppfördes på landsbygden under Sveriges stormaktstid. Byggherren för både slott och kyrka var friherren Gabriel Gustafsson Oxenstierna.
Sedan godsets tillkomst under medeltiden och fram till början av 1900‐talet har slottsbyggnaden genomgått flera förändringar. Stor prägel satte markisen Claes Lagergren som från 1892 till sin död 1930 omvandlade Tyresö slott med Isak Gustaf Clason som arkitekt. Båda skapade dagens slott i en nationalromantisk stil med 1600‐talsslottet som inspirationskälla. Idag är Tyresö slott ett bra exempel för hur modet och kraven på boende för högre ståndet växlat genom århundraden.
Sedan 1930‐talet ägs och förvaltas Tyresö slott av Nordiska museet. År 1991 blev slottet med tillhörande byggnader och mark ett statligt byggnadsminne. 1993–1997 genomförde Nordiska museet en omfattande invändig och utvändig renovering av byggnaden. Till slottet hör en engelsk park, den första som anlades i Sverige av trädgårdsarkitekten Fredrik Magnus Piper. I slottets flyglar finns café och spa samt en krog.
På Notholmen finns ett kafé och en gästhamn, detta ligger på en liten ö som nås via en bro från slottsparken på södra sidan, dvs bakom slottet. 
I de gamla stallarna och vagnslidren finns en Handelsträdgård och en Hantverkstad.
I slottets båda flyglar bedrivs olika verksamheter – i den ena flygeln finns Borggårdscaféet med uteservering på borggården, Rum för hälsa som är ett spa och presentbutik. I den andra flygeln finns Tyresö Slottskrog med uteservering med utsikt över parken samt festvåning, event och konferens.
Nedanför slottet på en liten kulle återfinns Tyresö kyrka och även Prinsvillan som numera är ett vandrarhem som har döpts till ”Lilla Tyresös vandrarhem”. Prinsvillan beboddes av prins Eugen några somrar mellan 1894 och 1909 (därav namnet), men bara handelsboden nyttjas nu som vandrarhem.

## Historia

### 1300‐talet till mitten av 1600‐talet

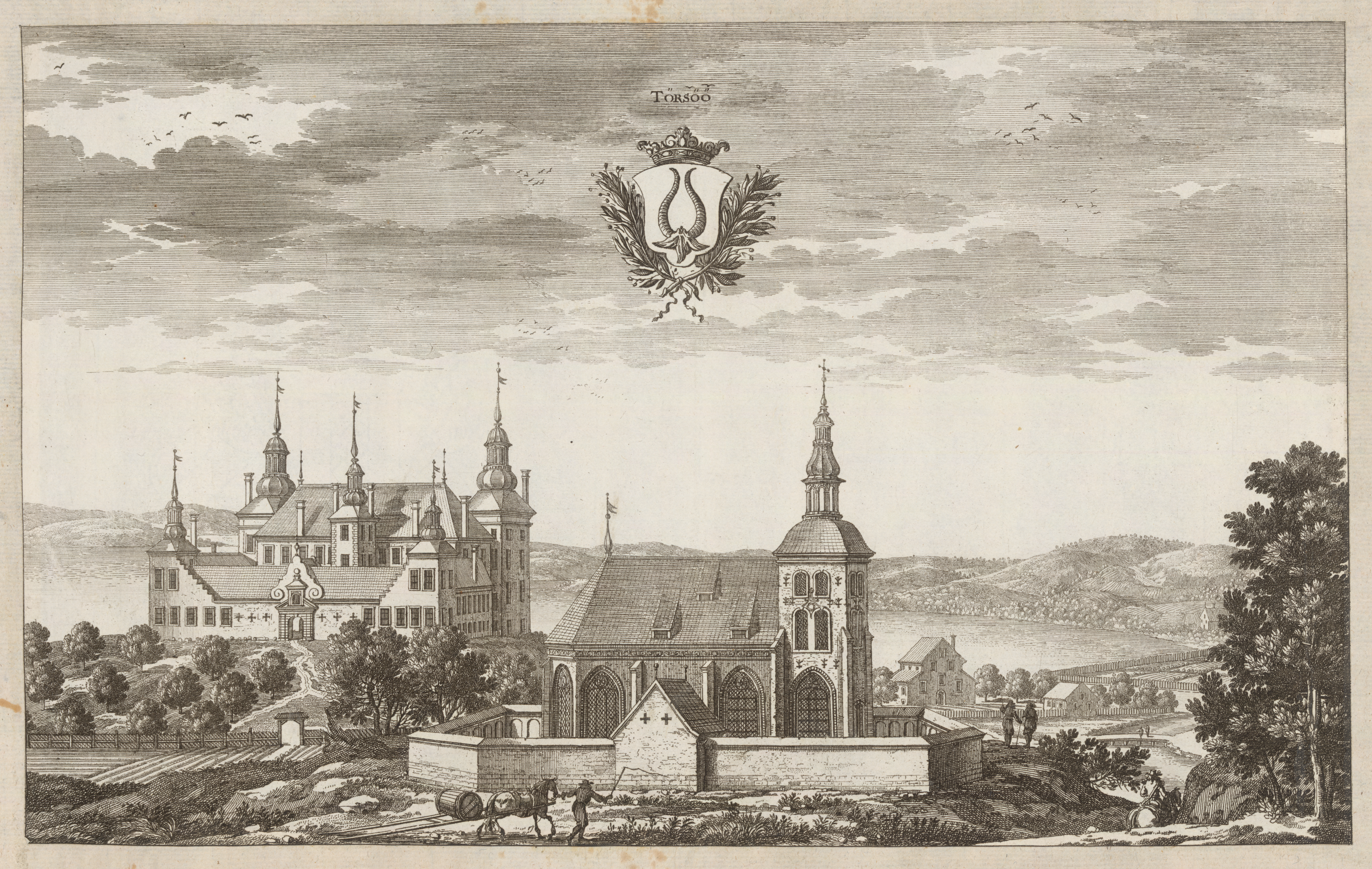
Tyresö slott och kyrka, Erik Dahlbergh 1661.

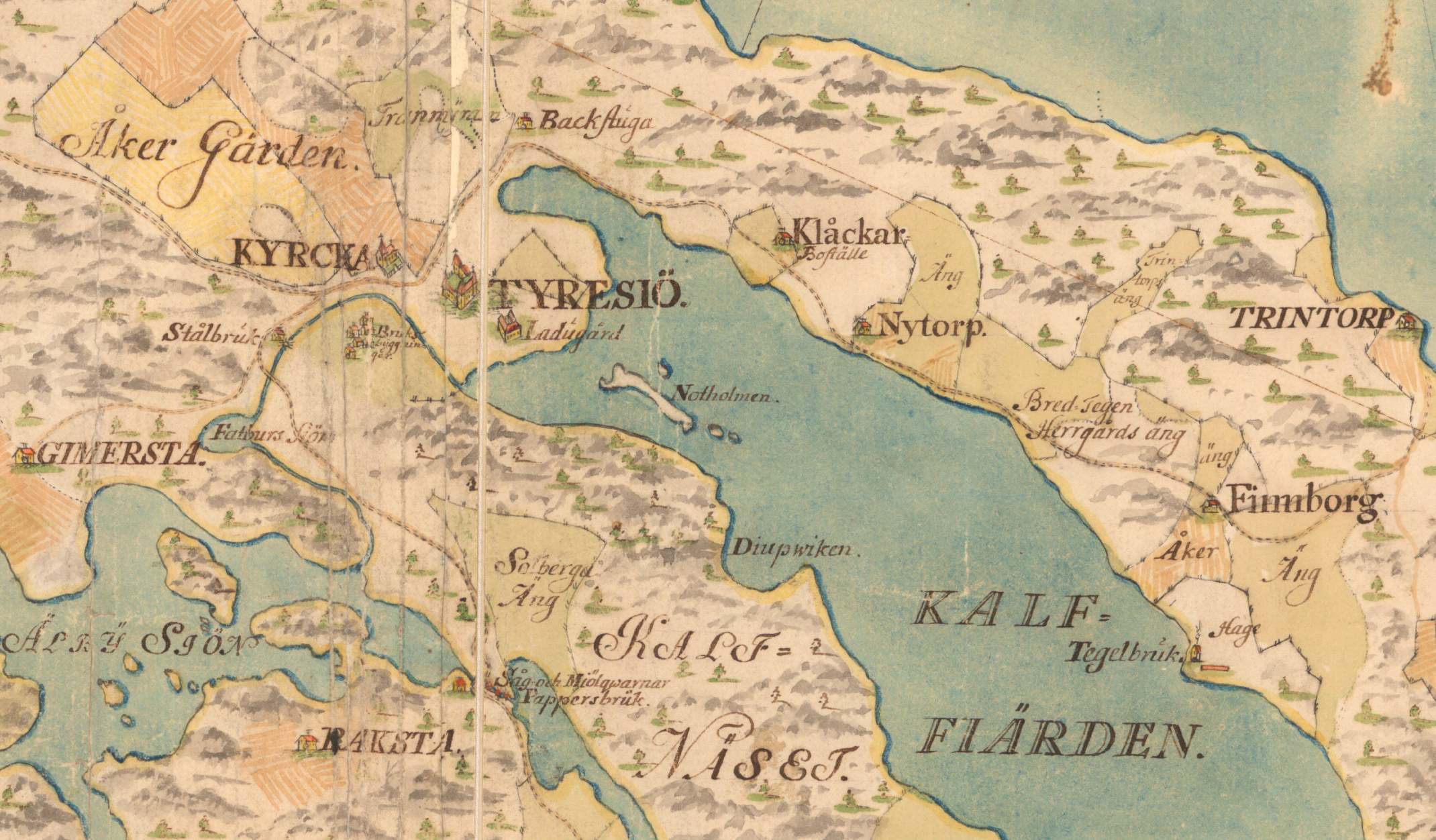
Tyresö slott med omgivning 1748.

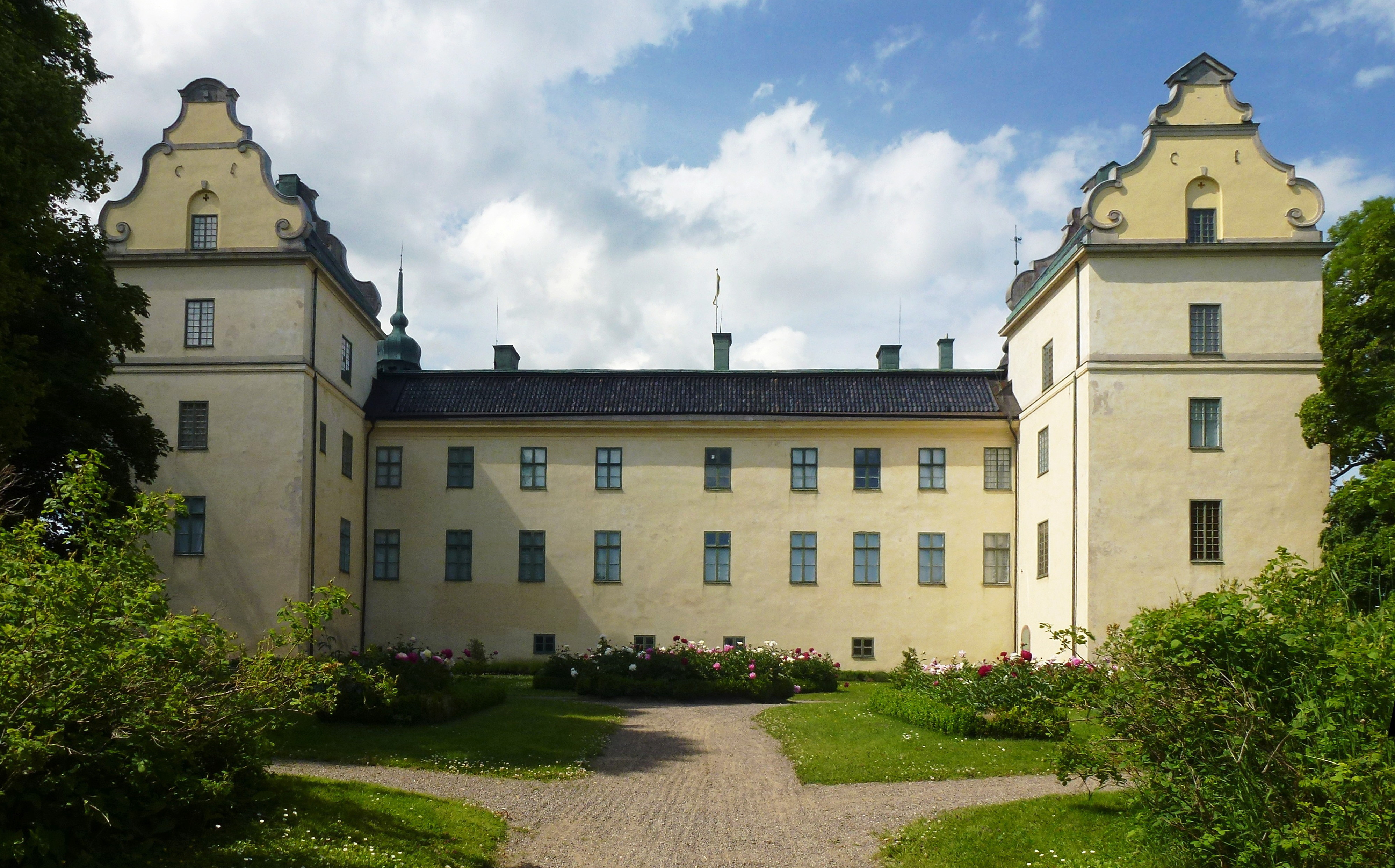
Tyresö slott, fasad mot Kalvfjärden, 2013.

En av Tyresös första ägare var riddaren Erik Karlsson Örnfot, som 1369 sålde godset till sin kusin Sten Bengtsson Bielke. Det övertogs sen av Erengisle Nilsson den äldre av Hammersta, känd 1359 och död 1406. Godset som ärvdes av hans dotter Katarina Erengislesdotter gick sedan i arv inom släkterna Lillie, Ryning, Bielke och Oxenstierna.
Efter Nils Eriksson Rynings död övergick Tyresö till Barbro Axelsdotter 1610 och därefter till hennes son Gabriel Gustafsson Oxenstierna, sedermera riksdrots. Han lät uppföra Tyresö slott öster om moderns medeltida sätesgård (se Tyresö hus) som låg vid den nuvarande Prinsvillan. Efter att ha tillträtt egendomen efter moderns död 1624 började förberedelserna för hans storbygge med att anlägga ett tegelbruk och lagra byggmaterial. Under byggnadstiden bodde byggherren och hans familj på gamla gården. När murmästaren Hans (Grot) enligt räkenskaperna i De la Gardieska samlingen i Lund 1632 avlönades på sitt kontrakt att göra stora stenhuset färdigt stod byggnaden under tak. Under årtiondets senare hälft började man flytta in men redan 1635, hölls tre gudstjänster här. Slottets arkitekt eller ”byggmästare” är okänd, men torde ha rekryterats från kungamaktens byggnadsverksamhet. Förebilder fanns i Tyskland och Frankrike, där lägre förborgar med hörntorn hade anlagts på 1500‐talet. Man byggde ännu slutna anläggningar med tanke på försvar och några skottgluggar på sjötornen har bevarats. Oxenstierna lät även 1638–1640 uppföra Tyresö kyrka (arkitekt Hans Ferster), där han själv begravdes 1641. Murteglet för både slottet och kyrkan hämtades från det godsegna Finnborgs tegelbruk som låg på Brevikshalvön vid Kalvfjärden och från det egna godset Margretelund i Roslagen. Vi vet av de bevarade räkenskapshandlingarna att hela 9000 taktegel upparbetades under byggnadsåren. En mycket grov uppskattning visar att det mesta takteglet åtgick till den över 33 meter långa huvudbyggnadens tak. 
Tyresö utbröts från Österhaninge socken 1636 och bildade jämte Dalarö kapell en egen församling. År 1621 anlades ett av Sveriges första pappersbruk vid Uddby kvarn av Gabriel Oxenstierna. En tysk pappersmakare, Hans Obenheer, hämtades från Uppsala och bruket levererade dels det viktiga skrivpapperet, dels omslagspapper till artilleriets krutladdningar. Från 1600‐talet står också stallbyggnaden kvar om än i ganska ombyggt skick. Denna har i sydöstra delen s.k. blockförband, det vanligaste murningssättet på 1600‐talet med ett skift på längden och nästa skift på bredden lagda murtegel. Den nordvästra delen av byggnaden är möjligen något äldre och har s.k. kryssförband där skiften förskjutits något sinsemellan. På huvudsidan och kortsidorna finns identiska ankarslutar av 1600‐talstyp med rullverk och mästersmedens inslagna bomärkessymboler. 1636 avlönades mäster Melker snickare för en foderlår till stallet, men om detta då var identiskt med denna byggnad är osäkert. Något av decennierna omkring 1650 stod således byggnaden, som från början hade en utbyggnad över ingången åt söder, färdig. Det är också möjligt att denna byggnad, som låg intill den stora renässansträdgården, ursprungligen uppförts för trädgårdens skötsel och personal; byggnaden var nämligen placerad i direkt anslutning till den nu försvunna renässansträdgårdens trapetsformade västliga gränslinje. På 1630‐talet byggdes också den kringbyggda ladugården som var i vitputsat tegel. Det kan möjligen vara den däri ingående fogdebyggnaden som på avstånd skymtar till höger om kyrkan i Sueciabilderna av Tyresö. Tyvärr revs denna för tiden rätt stora slottsladugård i slutet av 1800‐talet. 

### Mitten av 1600‐talet till slutet av 1700‐talet
År 1648 ärvde Oxenstiernas sonhustru Maria Sofia De la Gardie Tyresö efter maken Gustav Gabrielsson Oxenstierna. Hon anlade klädesfabriker, mässingsbruk, oljeslageri, såpsjuderi och ett gevärsfaktori vid Tyresö tre strömmar, manufakturer som utvecklades med gott resultat. Vid hennes död 1694 hade dock industriernas verksamhet reducerats kraftigt. På 1670‐talet gjordes inredningar i barockstil med samma hantverkskonstnärer som brodern Magnus Gabriel de la Gardies Karlberg i Solna. Medan de ståtliga stucktaksförsedda rumssviterna här finns bevarade är praktrummen på Tyresö sedan länge försvunna. Man skulle kunna förvänta sig att även yttre ändringar gjordes då en byggmästare 1673 inkallades från huvudstaden för träarbeten på slottstaken. Efter Maria Sofia De la Gardies bortgång ärvdes godset av dotterdottern Maria Gustava Gyllenstierna, gift med riksrådet Carl Bonde. Dessförinnan gjordes en stor lösöresauktion där bohaget skingrades. Delar av detta som åsattes lågt värde och ingen ville köpa brändes upp. Grevinnan Gyllenstierna bodde på slottet i fyrtio år och blev känd för att hon 1719 lät riva tornen när ryssarna kom för att bränna den ståtliga byggnaden. Inkräktarna trodde då att slottet redan var ödelagt och vände om.
Tyresö övertogs sedan av dottern Katarina Margareta, död 1755, hustru till fältmarskalken Johan Christoffer von Düring och därefter av deras dotter Gustava Sabina, gift med riksrådet Carl Fredrik Scheffer. Bodings stora karta över Tyresö sätesgård (se bild) från 1748 visar att slottsanläggningen genomgått flera moderniseringar. Tornhuvarna synes ha fått en annan och mera tidsenlig form än de ursprungliga i senvasarenässans. Den viktigaste förändringen är dock att slottets borggård är öppen mot norr. Portlängan ersattes av ett staket med en port, möjligen i järn. Ändringarna var så omfattande att de kallas ”Tyresö stenhusens återuppbyggnad” i en handling från 1759 ang. arvskiftet efter Johan Christopher von Düring. Termen återuppbyggnad skulle även kunna tolkas som om slottsbyggnaden lidit skador av stormoväder eller brand liksom Tyresö kyrka. Sådana händelser brukar dock finnas i folktraditionen. Ombyggnaden av Tyresö fullföljdes av Scheffer som lät riva det obekväma tornet över trappan till första våningen och sätta in en ny invändig stentrappa och en fritrappa mot borggården. Tornhuvarna försvann och taken gjordes brutna. Invändigt ändrades redan på 1750‐talet övervåningen till gästrum med garderober för de högättade gästernas betjäning. Efter Scheffers gick egendomen vidare till Ulrika Eleonora, död 1793, samt efter henne till friherre Robert Wilhelm De Geer som löste ut de övriga arvingarna. På 1770‐talet moderniserades slottet och Sveriges första engelska parken anlades, planerad av trädgårdsarkitekten Fredrik Magnus Piper. Parken med sina slingrande gångar finns kvar än idag.

### 1800‐talet till 1930

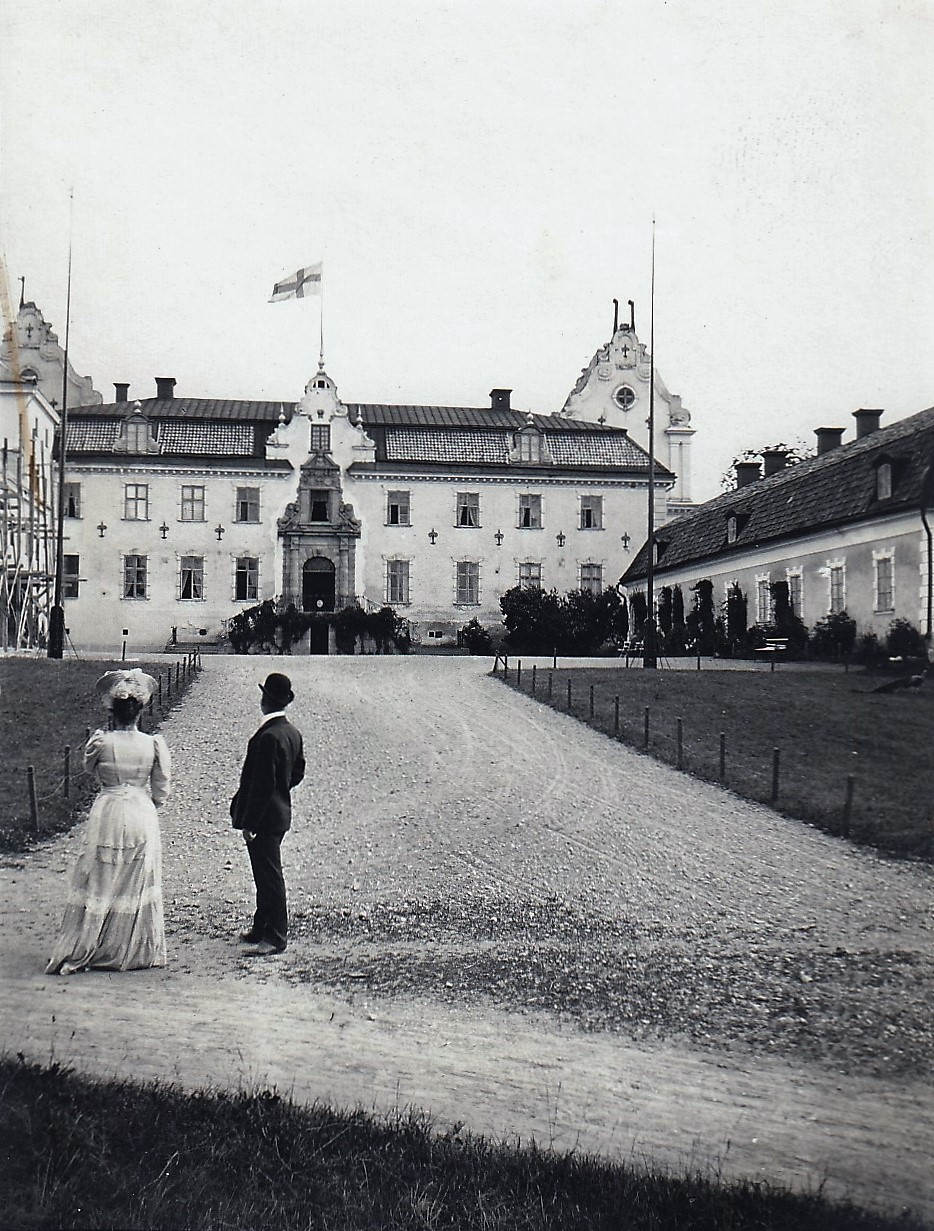
Tyresö slott innan ombyggnad, 1906. I förgrunden stadsrådet Hammarskjöld med okänd kvinna.

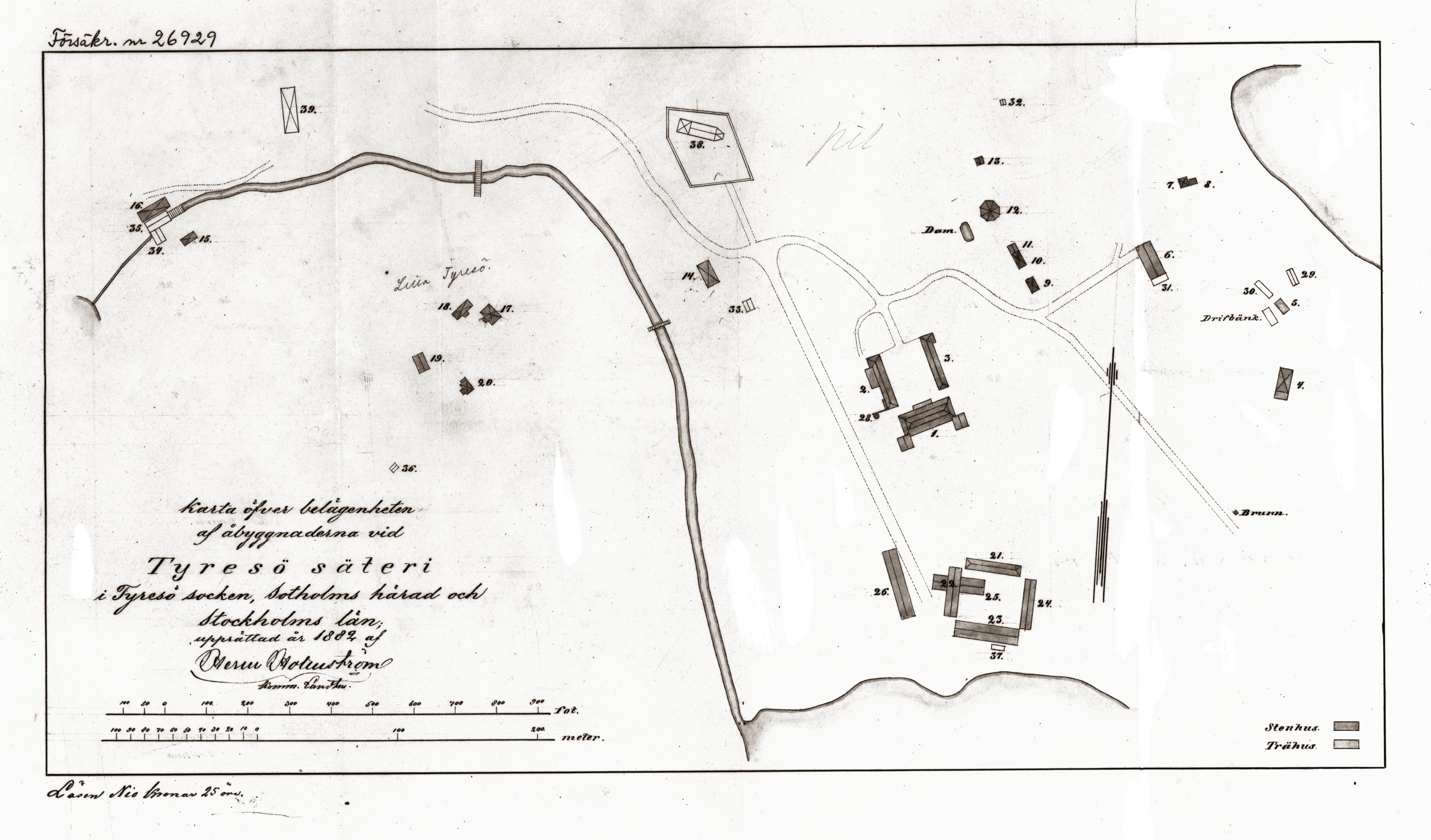
Karta över slottsområdet från 1882.

Efter sekelskiftet 1800 såldes godset med decimerade områden. Familjerna Conradi och Koschell ägde slottet mellan 1800 och 1824. År 1859 inköptes egendomen av överdirektör J G F Hörstadius, som snart lät återställa slottets barockexteriör. Då försågs de stympade bakre tornen med höga, volutlika gavelrösten. Som arkitekt anlitades Johan Erik Söderlund. Under denna tid revs den stora trelängade ladugården i sten, vars fogdebyggnad ? skymtar till höger om kyrkans torn i Sueciaverket.
Näste ägare blev markisen Claes Lagergren som från 1892 fortsatte att omvandla Tyresö slott till dess ursprungliga skick från 1600‐ och 1700‐talen. Den äldre arkitekturen återskapades och framsidan försågs med en präktig portal med Oxenstiernas vapensköld däröver och en dubbel fritrappa från borggården. Östra flygeln byggdes om liksom delar av huvudbyggnaden och förutom alla antika möbler och vackra ekpaneler fylldes slottet med böcker, gobelänger, vävda tapeter, tavlor och andra konstverk. För omgestaltningen av slottets interiör anlitades arkitekt Isak Gustaf Clason och inredningen kombinerades med moderna faciliteter för att familjen skulle kunna bo bekvämt.
År 1905 installerades telefoner och centralvärme, elektricitet däremot drogs först in när Nordiska museet hade tagit över byggnaden. Claes Lagergren önskade bevara sitt hem som ett tidsdokument från sekelskiftet 1900 och lät efter sin död 1930 donera Tyresö slott till Nordiska museet. När Lagergren dog var renoveringen inte helt genomförd. Exempelvis skulle västra flygeln innehålla ett musikrum och ett stort bibliotek.

### Nutid
Slottsbyggnaden innehåller idag cirka 85 rum. Huvudbyggnaden har vind och källare. I källaren fanns under 1600‐talet köket och arkivet. Åren 1993–1997 genomförde Nordiska museet en omfattande invändig och utvändig renovering av slottet. Den under Lagergren ej helt färdigställda västra flygeln används i dag som restaurang. I samband med renoveringen återskapades interiörerna som de såg ut när familjen Lagergren bodde här. Under sommarmånaderna är slottets bottenvåning öppet för besök av allmänheten. Till slottet hör en gårdsflygel som uthyrs som privatbostad.
I närheten ligger ”Åliden”, skogvaktarfamiljen Willix hem som byggdes på 1920‐talet. Huset med brant, valmat tak och ursprungligen täkt med vass (senare utbytt mot plåt) hade sin förebild i liknande byggnader från 1700‐talets Frankrike. Huset står för närvarande (2013) tomt. Öster om slottet återfinns ”Lilla Tyresö” med Prinsvillan som hyrdes av Prins Eugen några somrar mellan 1894 och 1909. Byggnaderna nyttjas idag av Svenska Turistföreningen som bland annat vandrarhem.

### Bilder, byggnadsdetaljer

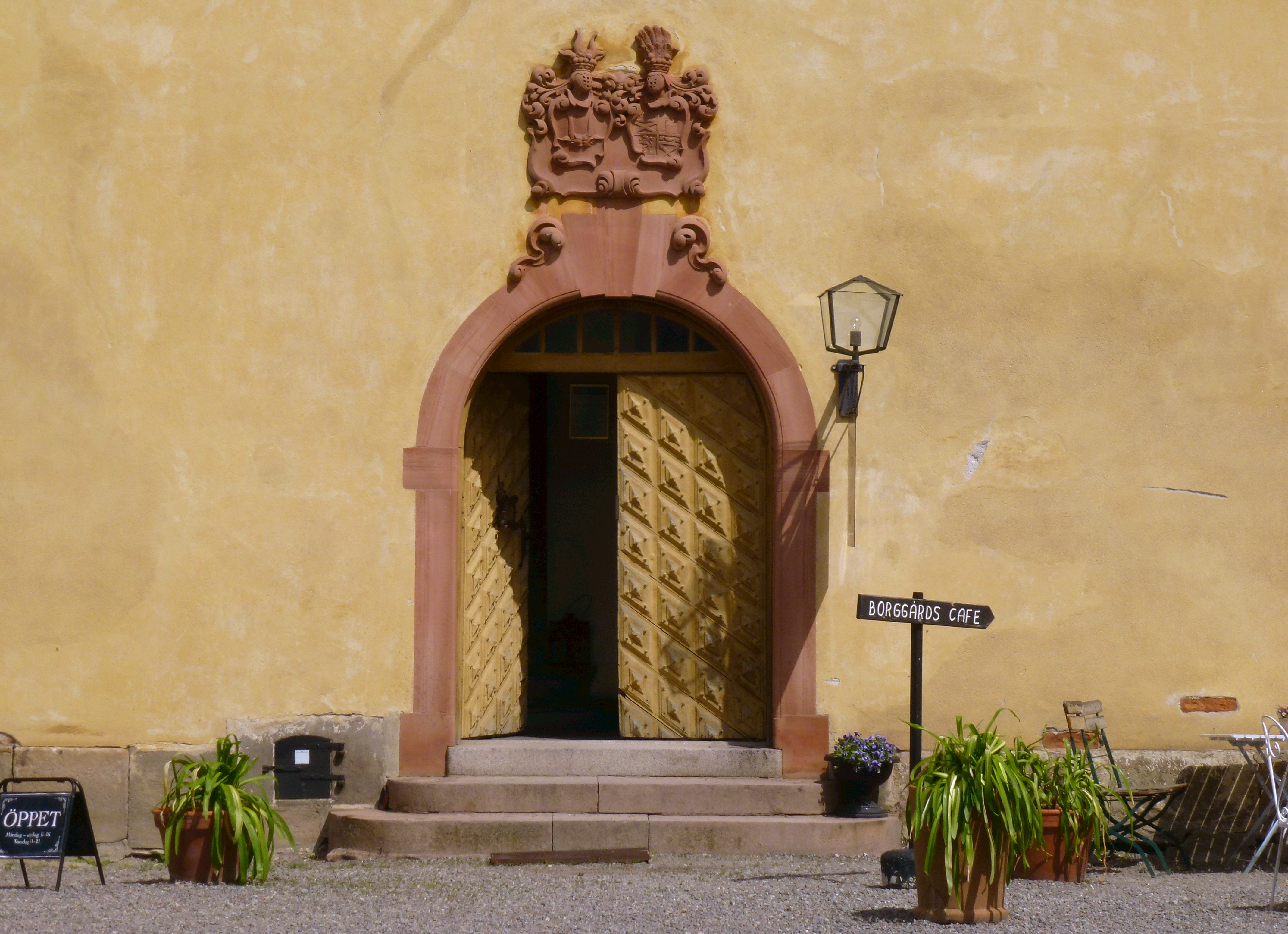
Port i östra flygeln
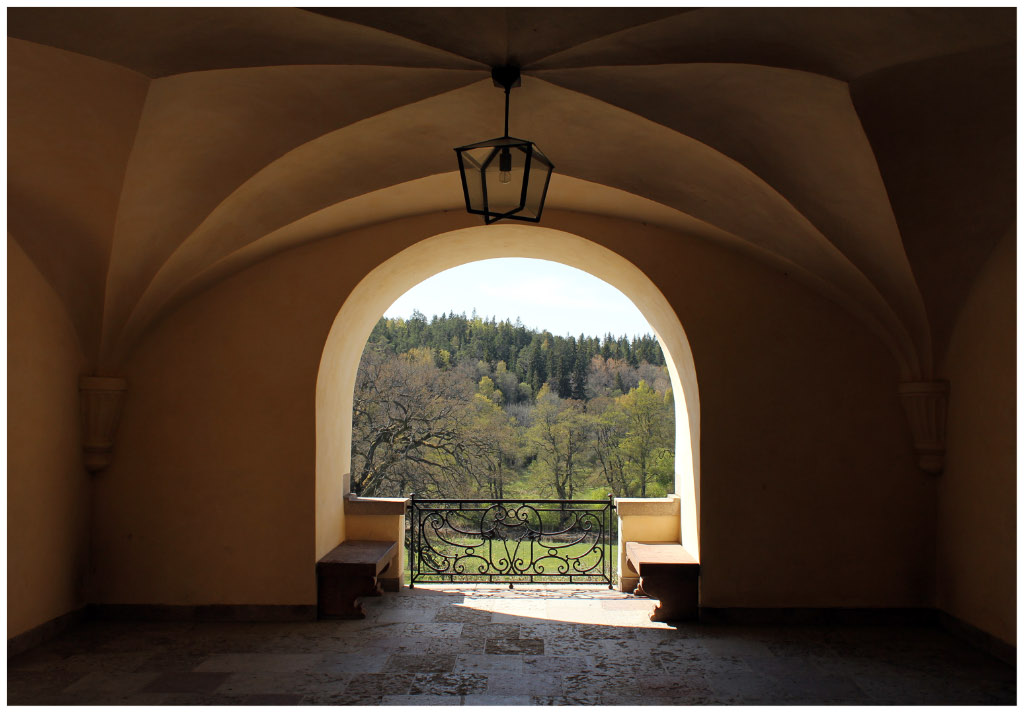
Valv
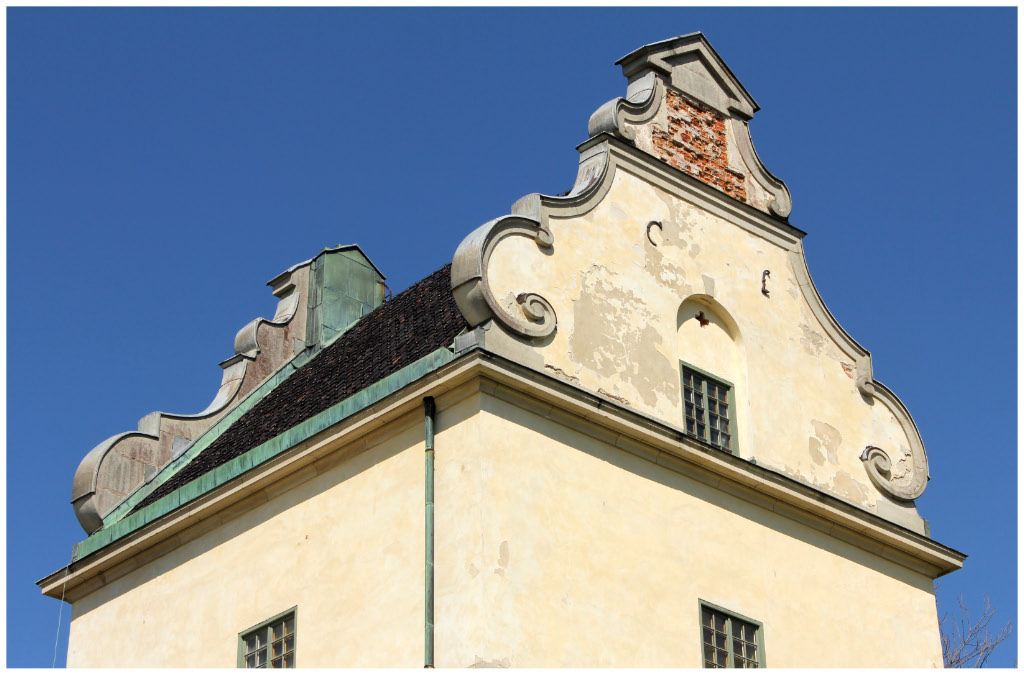
Södra hörntornet
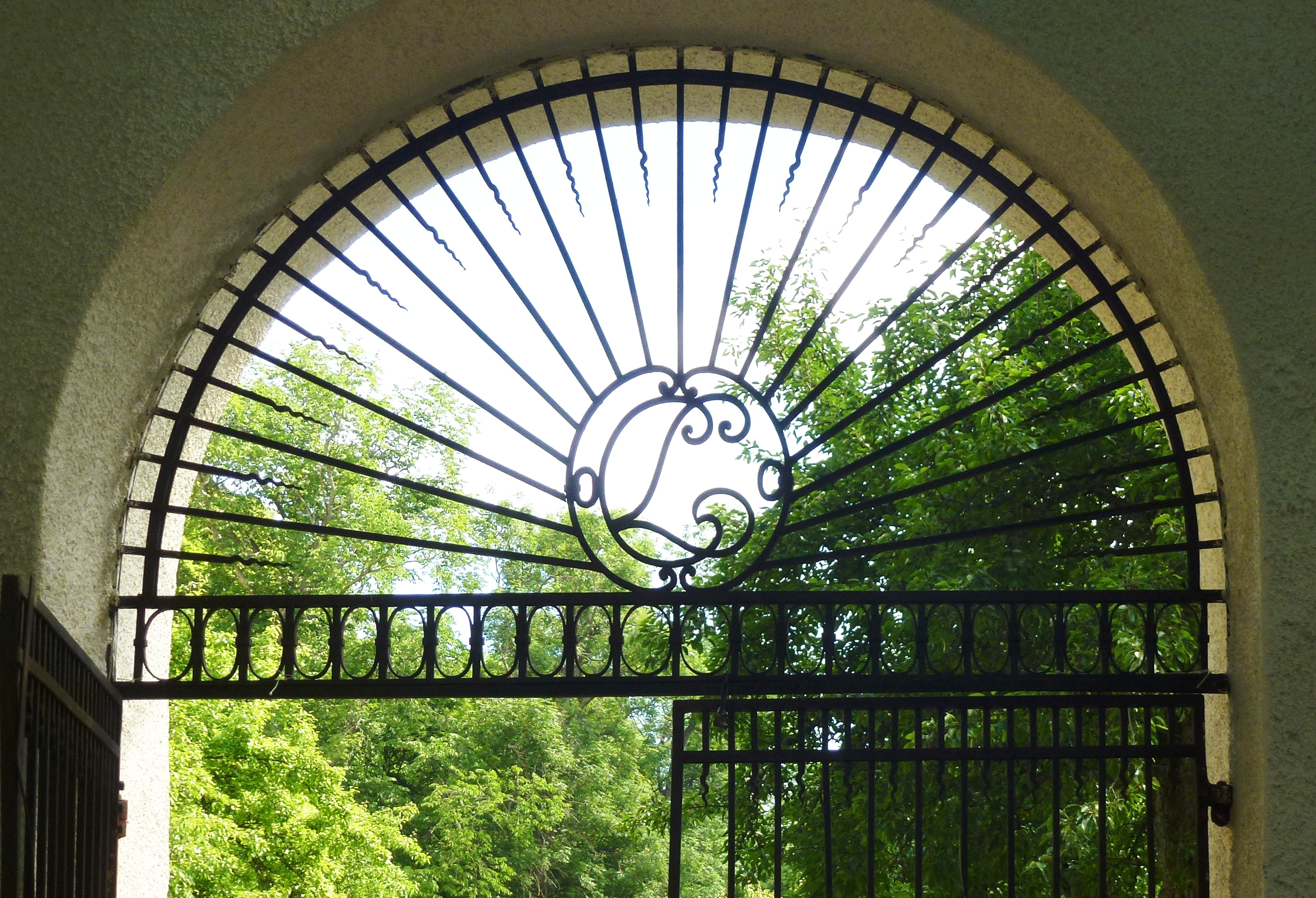
Claes Lagergrens initialer

## Rum och salar i urval

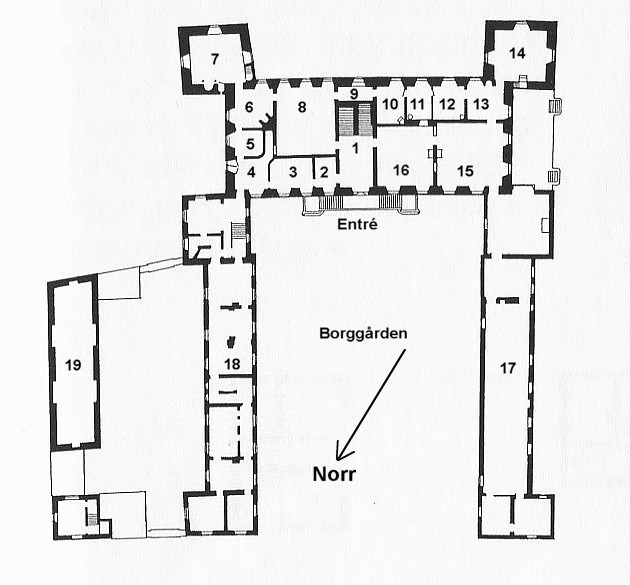
Tyresö slott, planritning bottenvåning.
Förklaringar:
1 Entréhall och trappa, 2 Kapprum, 3 Frukostrum, 4 Lilla vestibulen, 5 Lilla kontoret, 6 Kejsarsalongen, 7 Biblioteket, 8 Stora matsalen, 9 Passage, 10 Gamla grevinnans salong, 11 Mellansalongen, 12 Röda salongen, 13 Lilla Gula salongen, 14 Tornsalongen, 15 Blå salongen, 16 Gula salongen, 17 Västra flygeln, 18 Östra flygeln, 19 Gårdsflygeln.

## Rum och salar i urval[10]

### Frukostrum
Frukostrummet ligger i bottenvåningen med fönster mot innergården. Stolarna och soffan är svensk rokoko. Bokhyllorna är ritade av arkitekt Isak Gustaf Clason på slutet av 1800‐talet. Här finns en del av slottets stora boksamling.

### Kejsarsalongen
Kejsarsalongen ligger i bottenvåningens sydöstra hörn. Salongen nyttjades som en plats dit männen drog sig tillbaka för att samtala och röka. I bokhyllan återfinns framför allt svenska romaner.

### Biblioteket
Från Kejsarsalongen når man biblioteket som inryms i hörntornet. I samband med Scheffers och von Dürings renoveringar i slutet av 1700‐talet försvann det mesta av den ursprungliga inredningen. Dörrarna är dock original 1600‐tal. Den nuvarande interiören inklusive den öppna spisen är en skapelse av Isak Gustaf Clason. Rummet var Claes Lagergrens arbetsrum. Böckerna är huvudsakligen på franska. I stucktaket återkommer bokstäverna C och L, för Claes och Caroline Lagergren.

### Stora matsalen
Stora matsalen ligger i bottenvåningen med utsikt mot sydost. Matsalen är bottenvåningens näst största rum och kan bland annat nås från entréhallen, kapprummet, frukostrummet, en serveringsgång från Lilla vestibulen samt från Kejsarsalongen. Rummets panel är från sent 1700‐tal. De vävda tapeterna är tillverkade i Bryssel på 1600‐talet.

### Tornsalongen
Tornsalongen återfinns på bottenvåningen i sydvästra hörntornet. Rummet har kvar mycket av sin 1700‐talskaraktär från Scheffers och von Dürings tid. Det mönstermålade golvet är från 1700‐talet liksom möblerna i fransk rokoko. Väggarna smycka av kinesisk rispapperstapet som importerades via Ostindiska kompaniet. Rummet användes av Lagergren som tesalong.

### Blå salongen och Gula salongen
Blå salongen, belägen i bottenvåningens nordvästra hörn är våningens största rum. Tillsammans med intilliggande Gula salongen är det slottets mottagningsrum. Blå salongen är inrett i 1700‐talsstil medan Gula salongen har en bevarat empirstil från 1820‐talet. Från Gula salongen har man direkt tillträde till entréhallen.

## Bilder, interiör

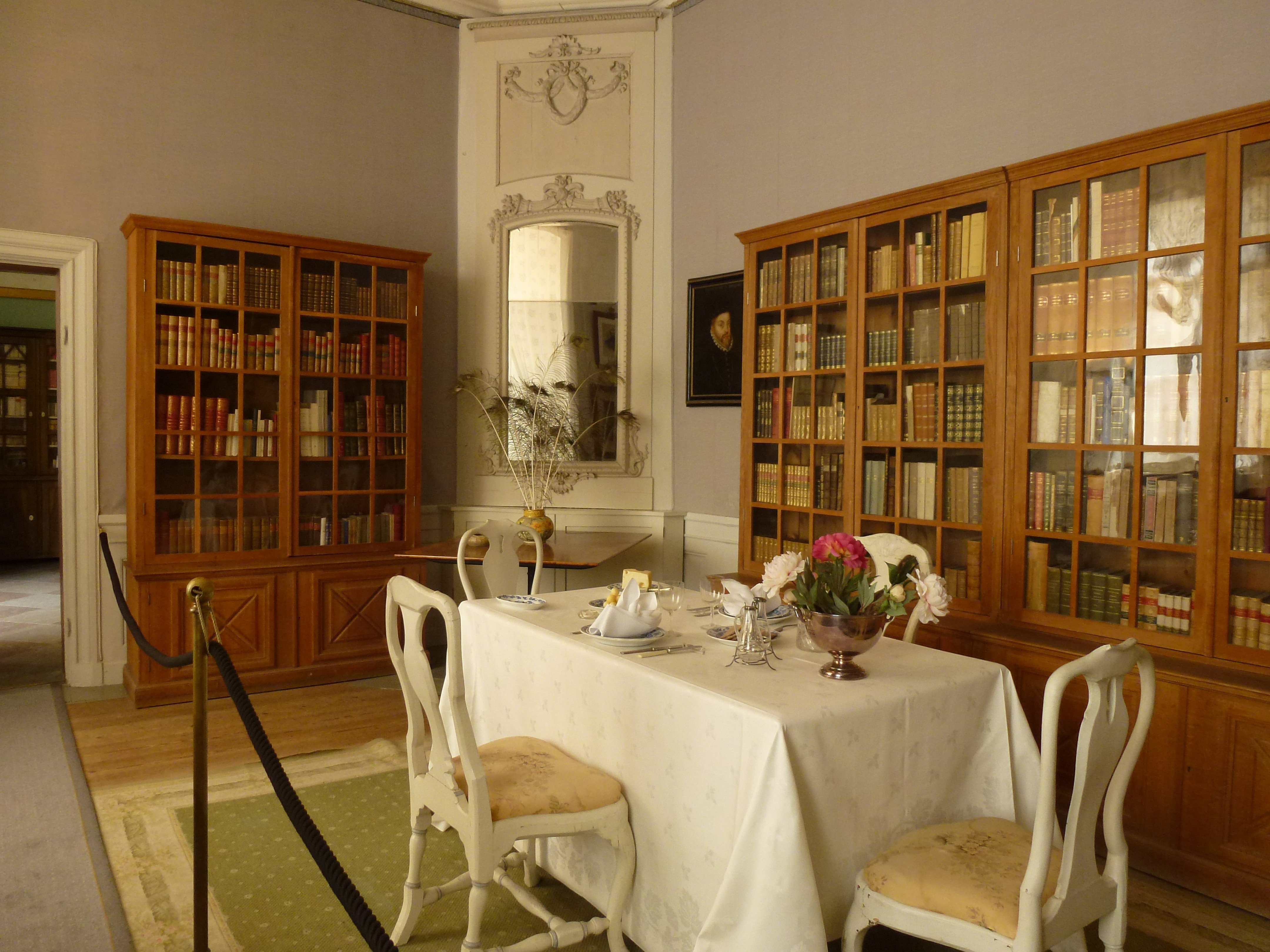
Frukostrummet
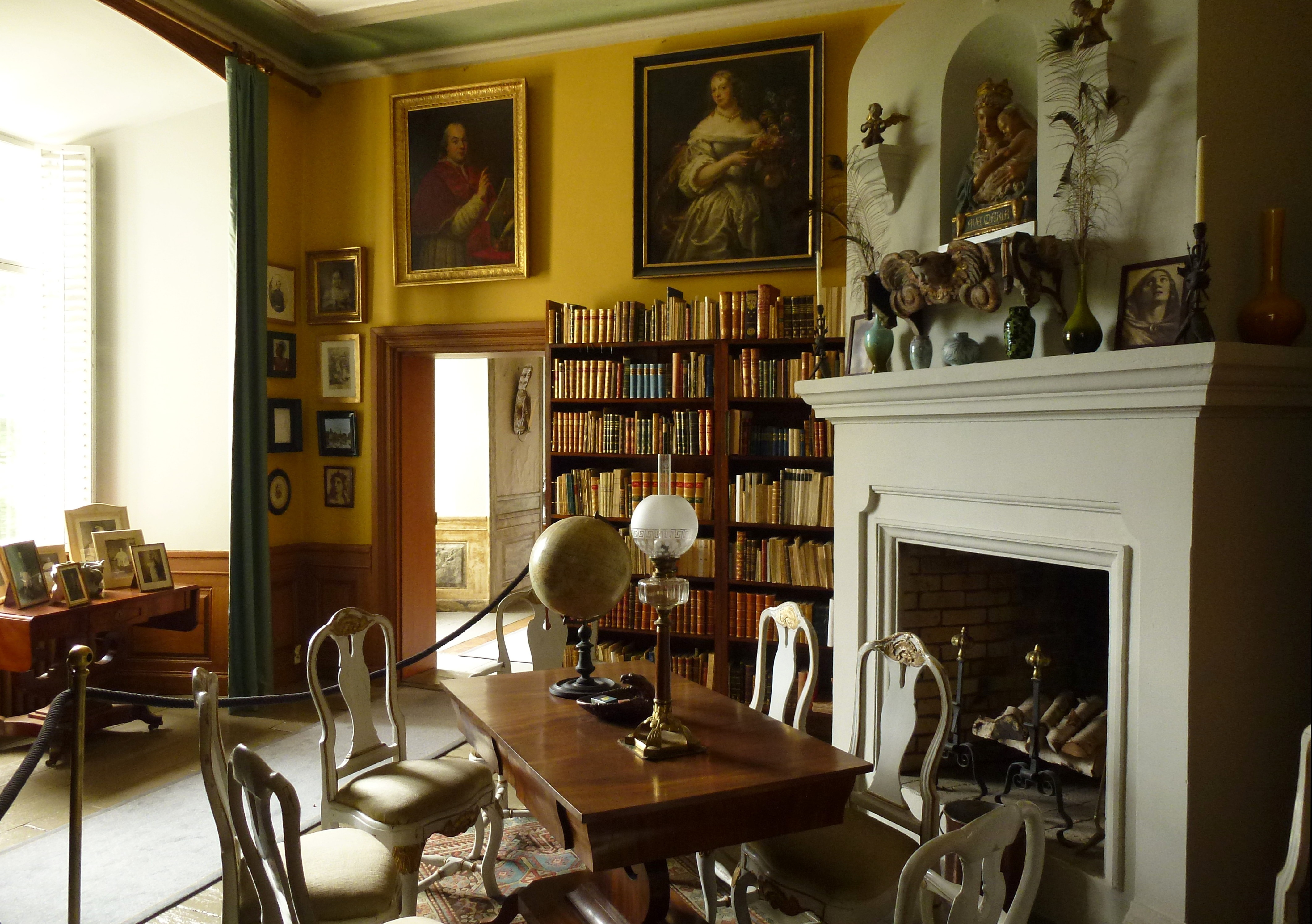
Kejsarsalongen
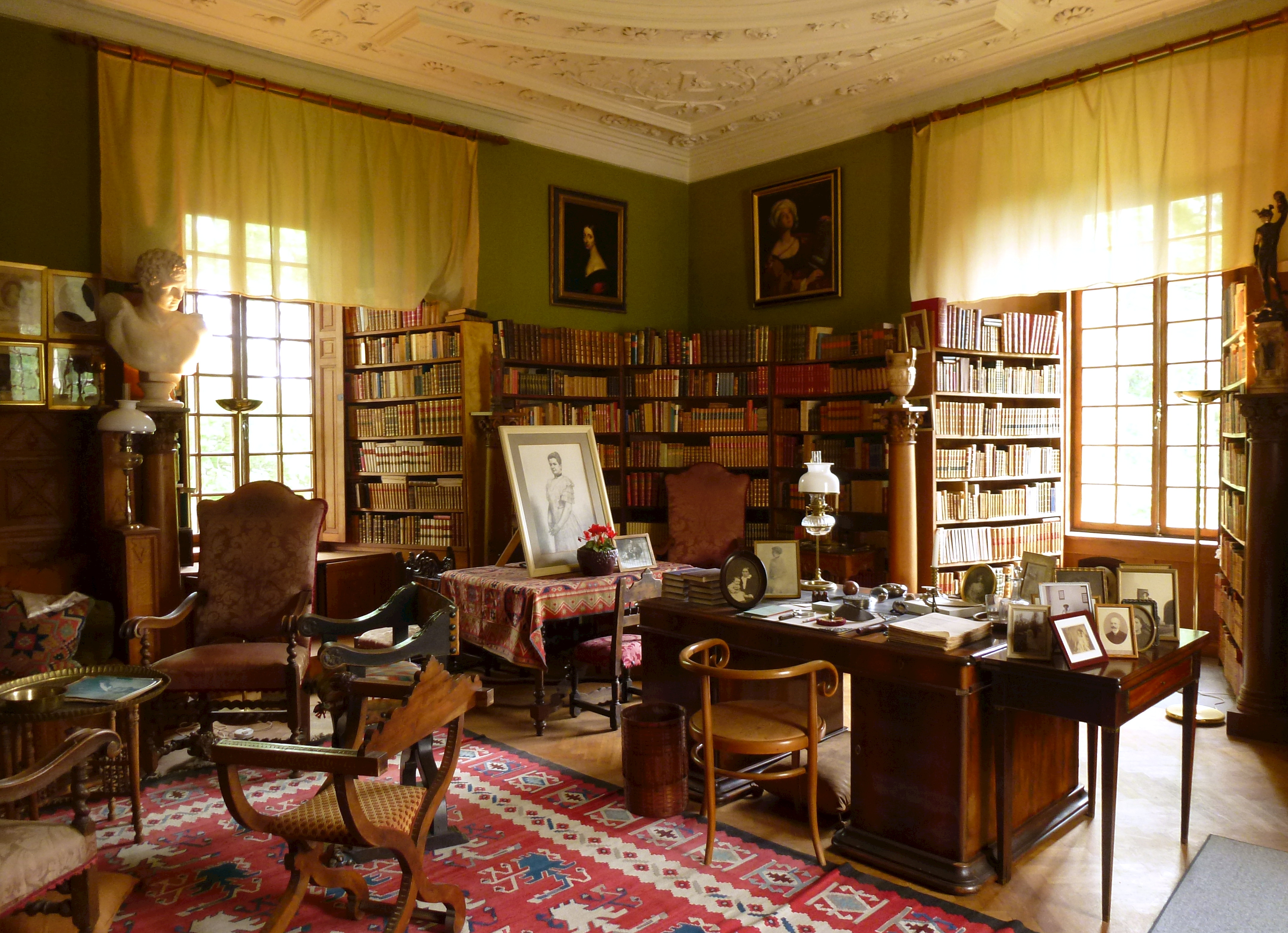
Biblioteket
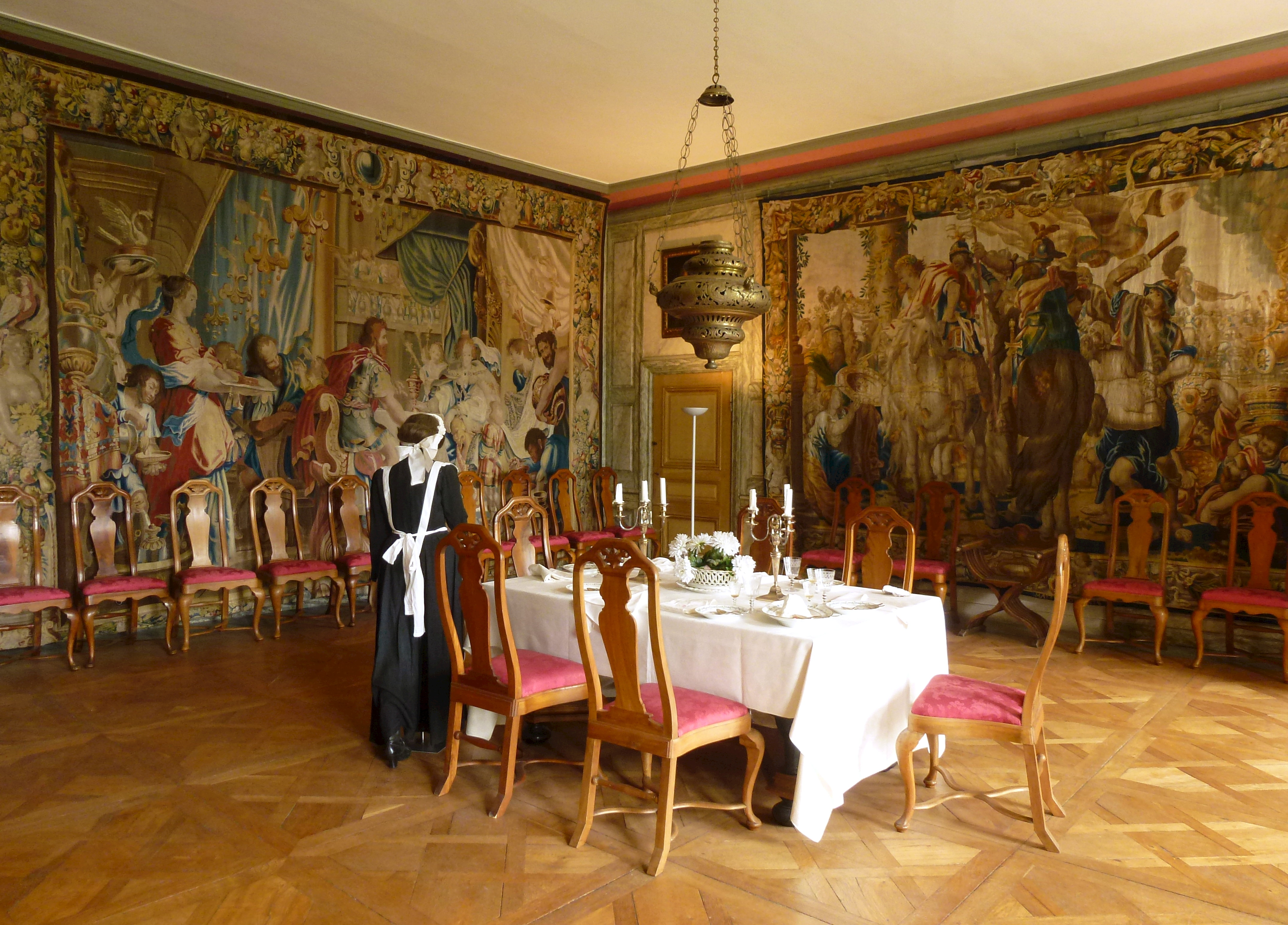
Stora matsalen
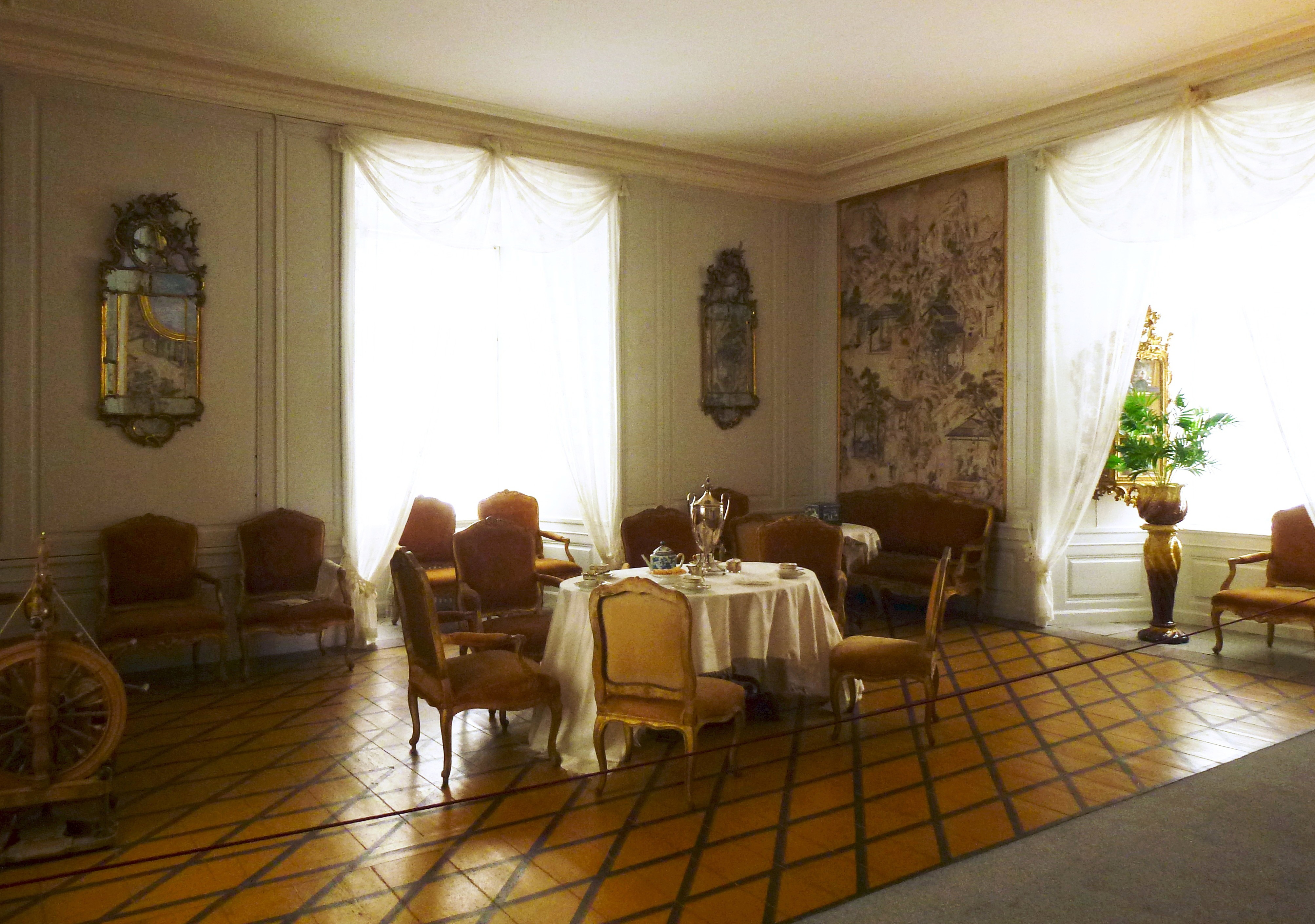
Tornsalongen
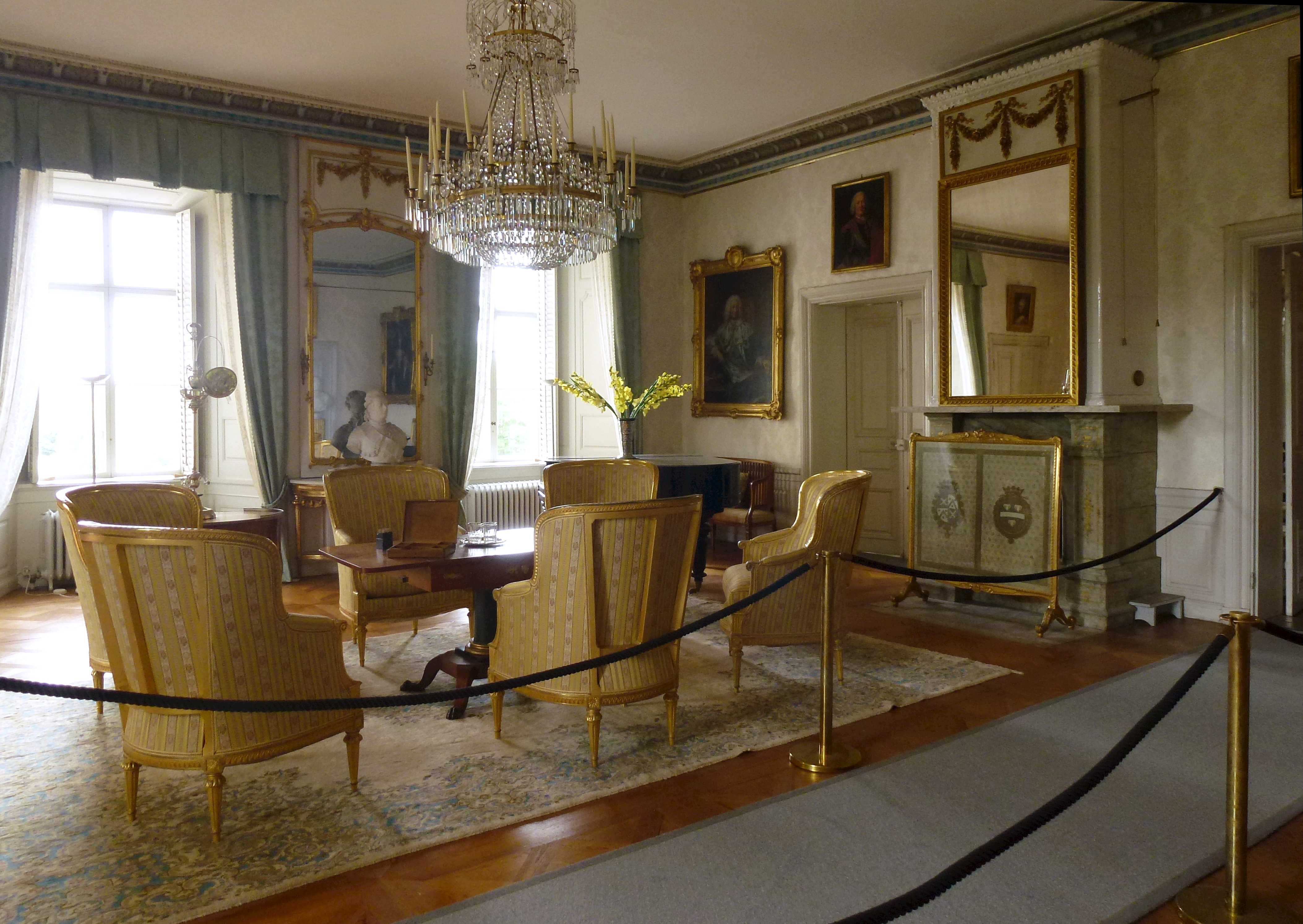
Blå salongen
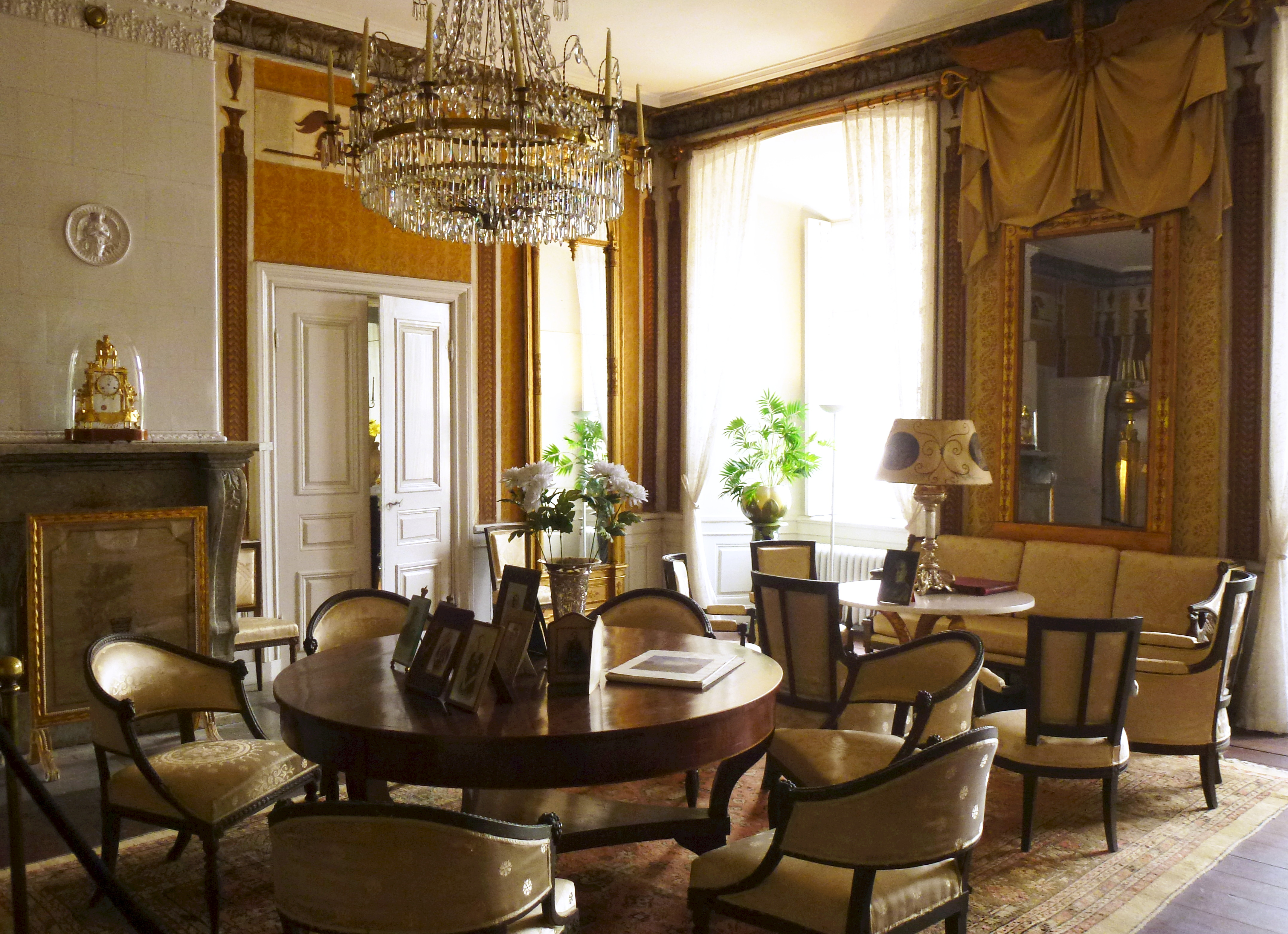
Gula salongen
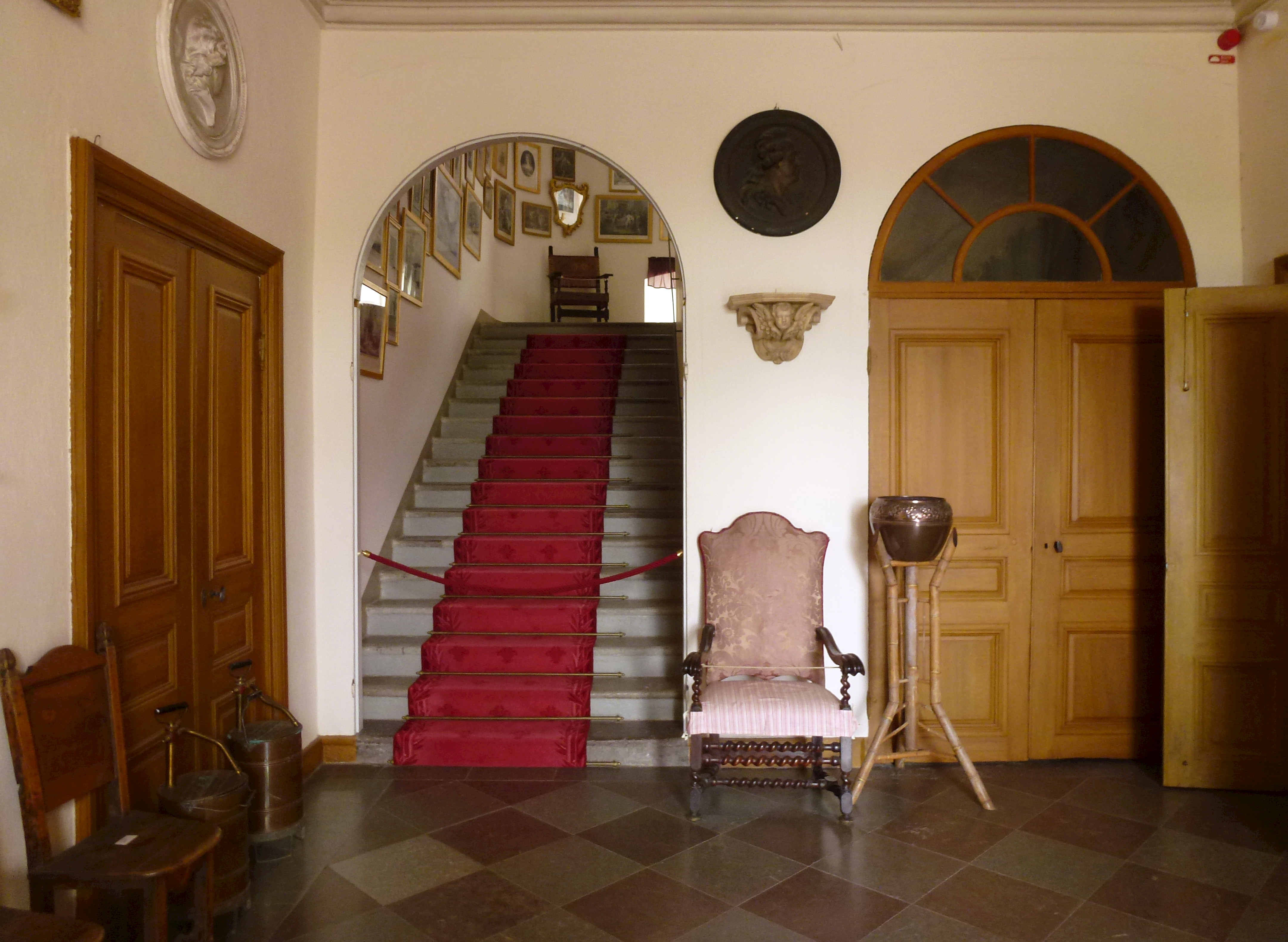
Entréhallen och huvudtrappan

## Ägarlängd

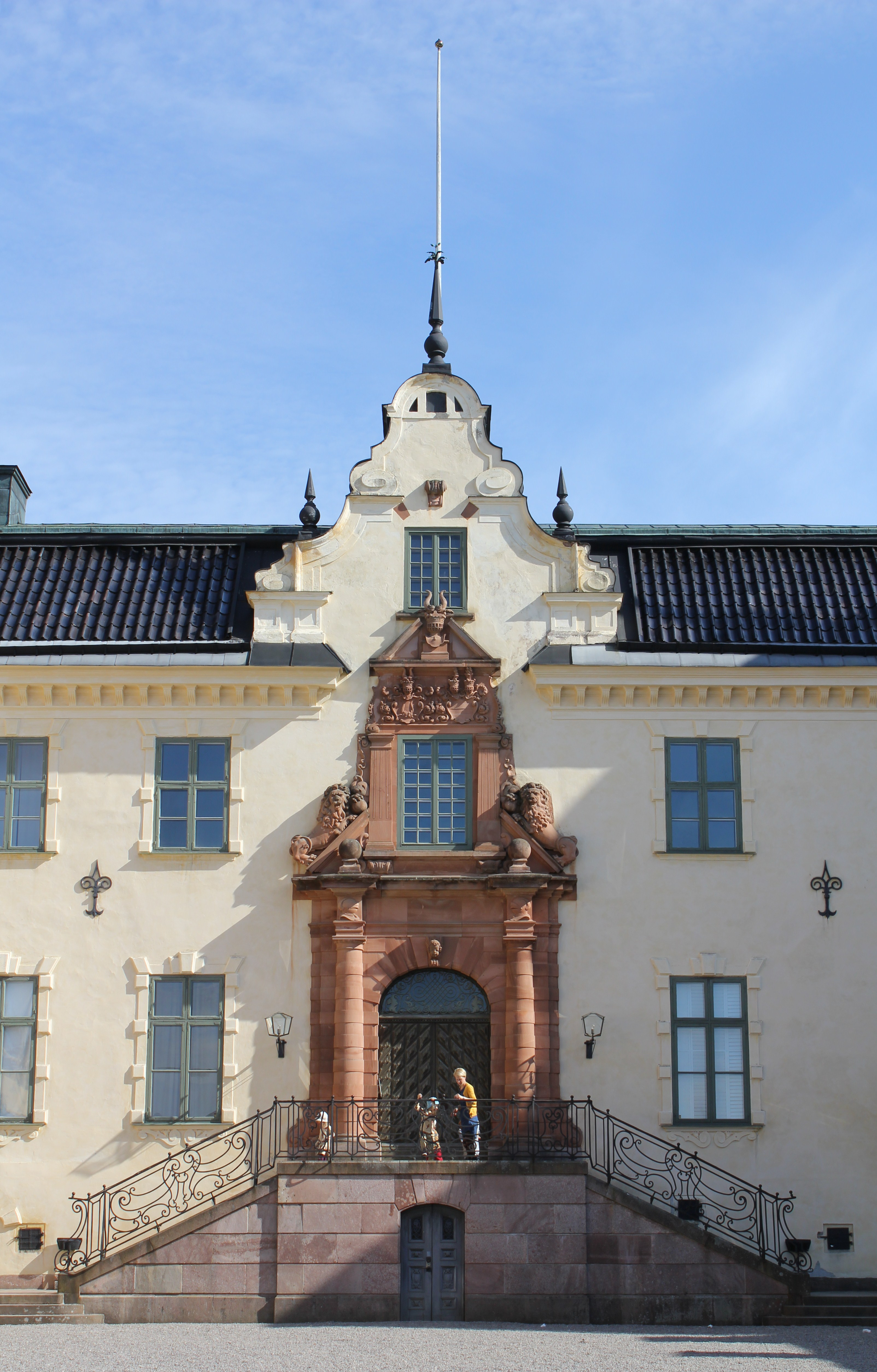
Tyresö slott, huvudport och fritrappa.

- Erengisle Nilsson den äldre av Hammerstaätten, äg. 1359–1364 (?)
- Nils Turesson Bielke, äg. 1364–1365 (?)
- Erik Karlsson Örnfot, äg. 1365–1369 (?)
- Sten Bengtson Bielke, äg. 1369–1395
- Erengisle Nilsson den äldre, äg. 1395–1406
- Katarina Erengislesdotter av Hammerstaätten äg. 1406–1435, g. m. 1. Greger Bengtsson Blå
- Gregers Mattsson Lillie äg. 1435–1493, ärvde sin mormor Katarina Erengislesdotter
- Bengt Gegersson Lillie, äg. 1494–1501
- Metta Arentsdotter Ulv, äg. 1501–1514, änka efter Bengt Gregersson
- Anna Bengtsdotter Lillie av Gregers Mattssons ätt, äg. 1514–1526, g. m. Gudmund Persson Slatte
- Gudmund Persson Slatte, äg. 1526–1542
- Nils Eriksson Ryning, äg. 1544–1578
- Karin Axelsdotter Bielke, äg. 1589–1610
- Barbro Axelsdotter Bielke, äg. 1610–1624, g. m. Gustav Oxenstierna d. ä.
- Gabriel Gustafsson Oxenstierna, äg. 1624–1640, bror till Axel Oxenstierna
- Gustav Gabrielsson Oxenstierna, äg. 1640–1648, g. m Maria Sofia De la Gardie
- Maria Sofia De la Gardie, äg. 1648–1694, g. m Gustav Gabrielsson Oxenstierna
- Maria Gustava Gyllenstierna, äg. 1694–1737, g. m. Carl Bonde
- Katarina Margareta Bonde, äg. 1737–1755, g. m. Johan Christoffer von Düring
- Johan Christoffer von Düring, äg. 1755–1759
- Gustava Sabina von Düring, äg. 1759–1778 , g. m. Carl Fredrik Scheffer, död 1786
- Carl Fredrik Scheffer, äg. 1778–1786
- Ulrika Eleonora von Düring, moster till Sabina, äg. 1786–1793
- Robert Wilhelm De Geer, äg. 1793–1800
- Familjerna Koschell och Conradi, äg. 1800–1824
- Sven Salander, äg. 1824–1826
- Carl Adolf Stackelberg, köpte godset, äg. 1826–1836
- Fritz Stackelberg, son till ovanst. äg. 1836–1853
- Johan Erik Hörstadius köpte godset, äg. 1853–1859
- Johan Gustav Ferdinand Hörstadius, advokatsfiskal, son till ovanst. äg. 1859–1892
- Claes Lagergren, äg. 1892–1930, g. m. 1. Caroline Russel, 2. Mary Moore Ogden
- Nordiska museet, äg. från 1930

## Bilder, övriga byggnader

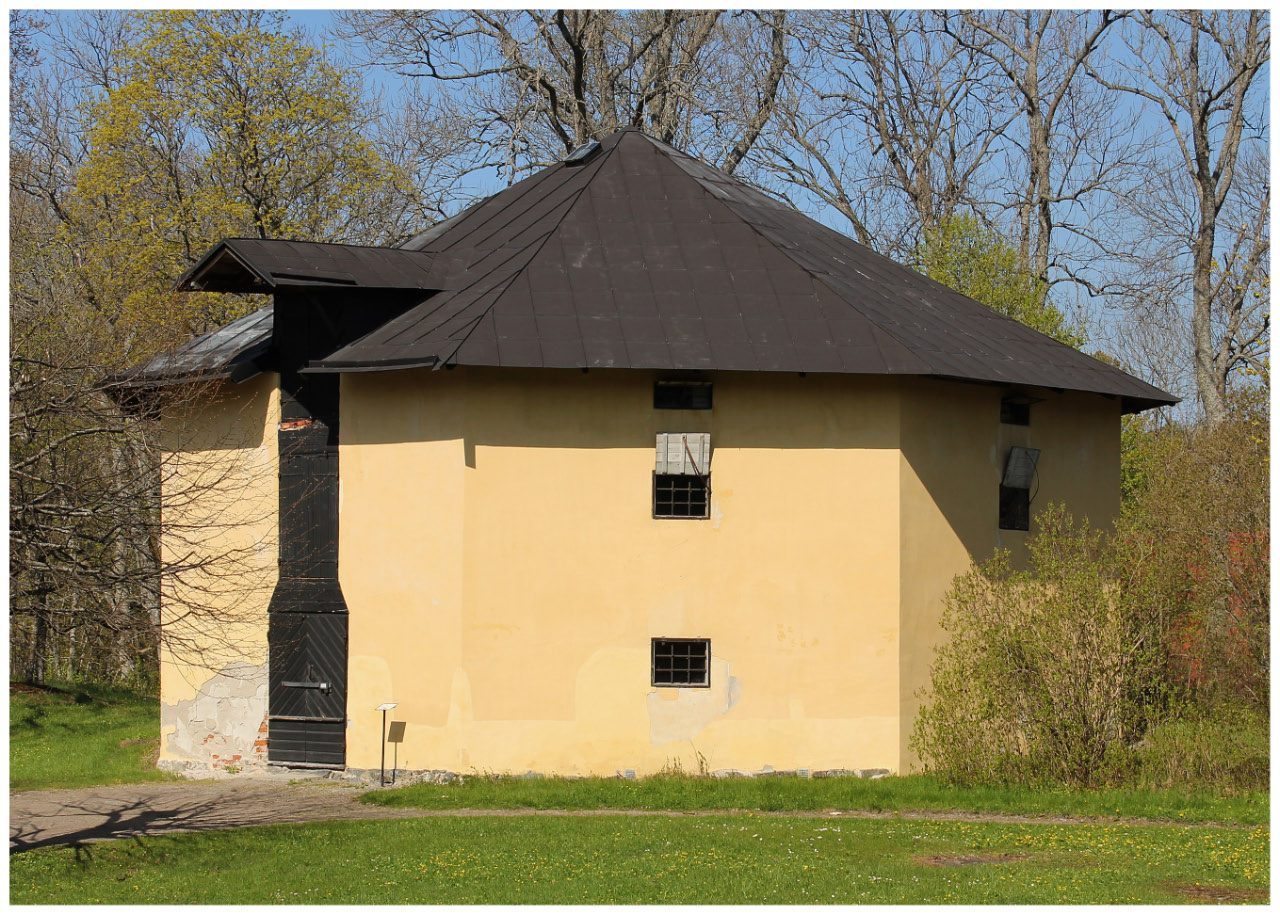
Åttkanten, sädesmagasin
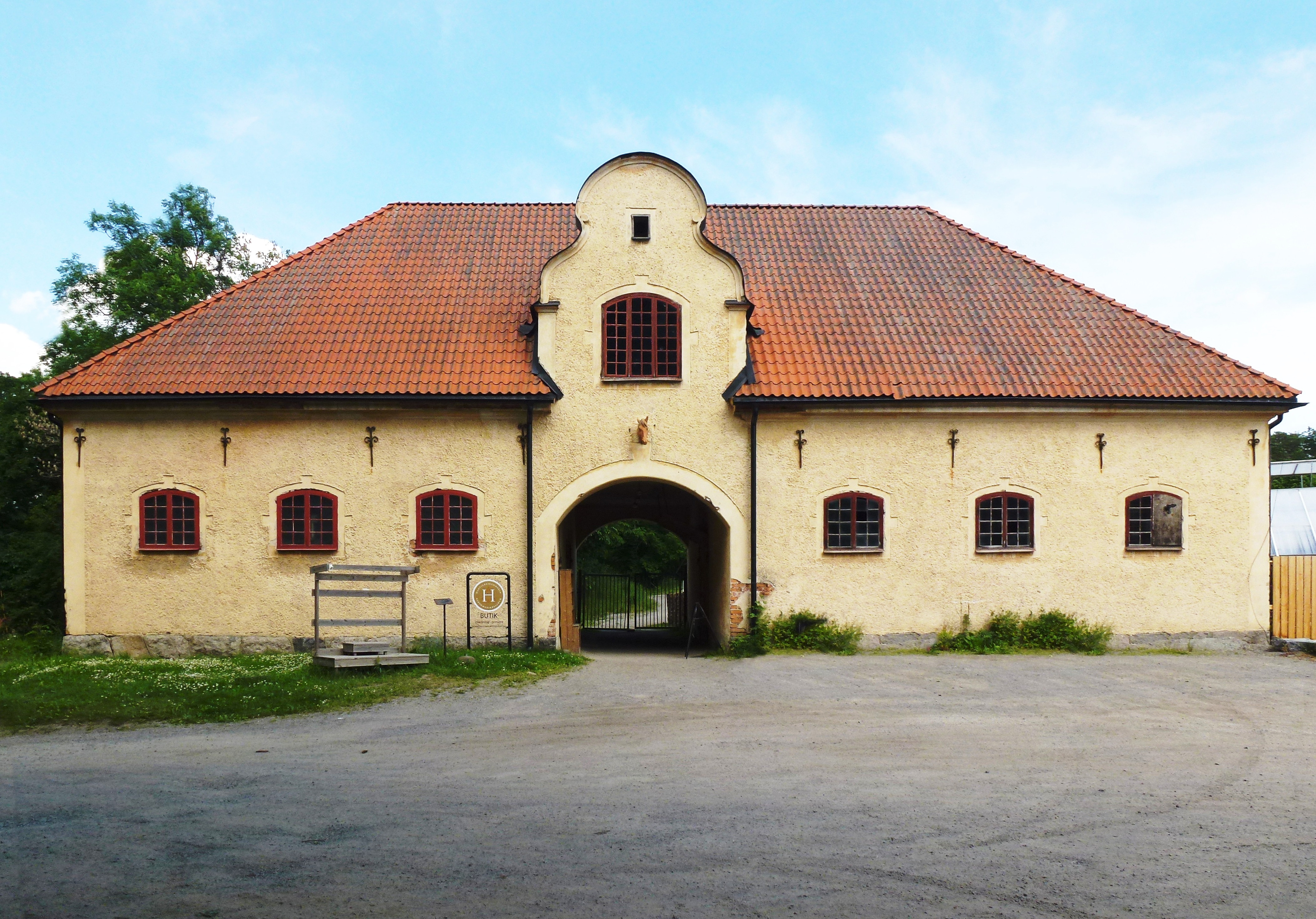
Stallet
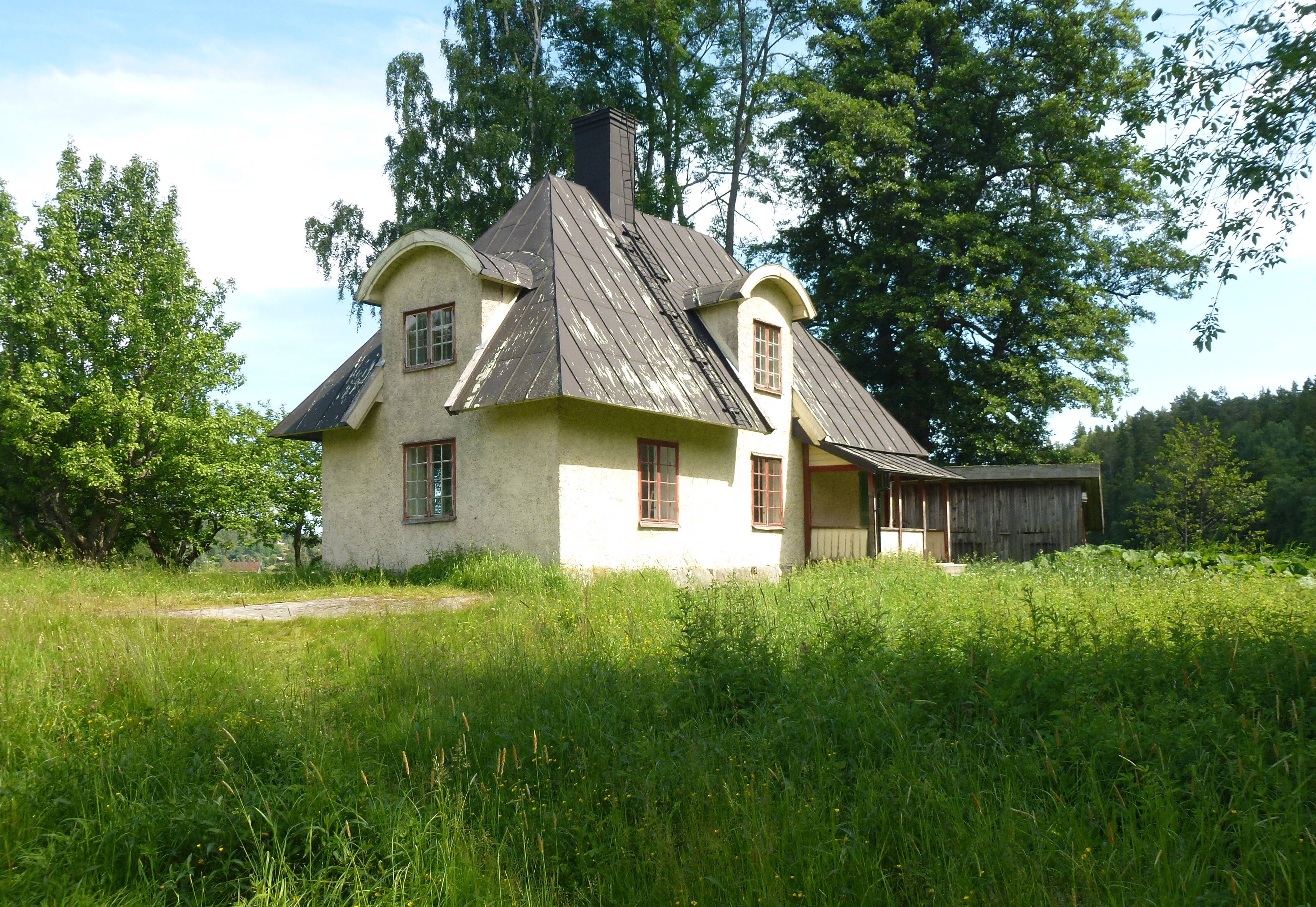
Åliden, skogvaktarbostället
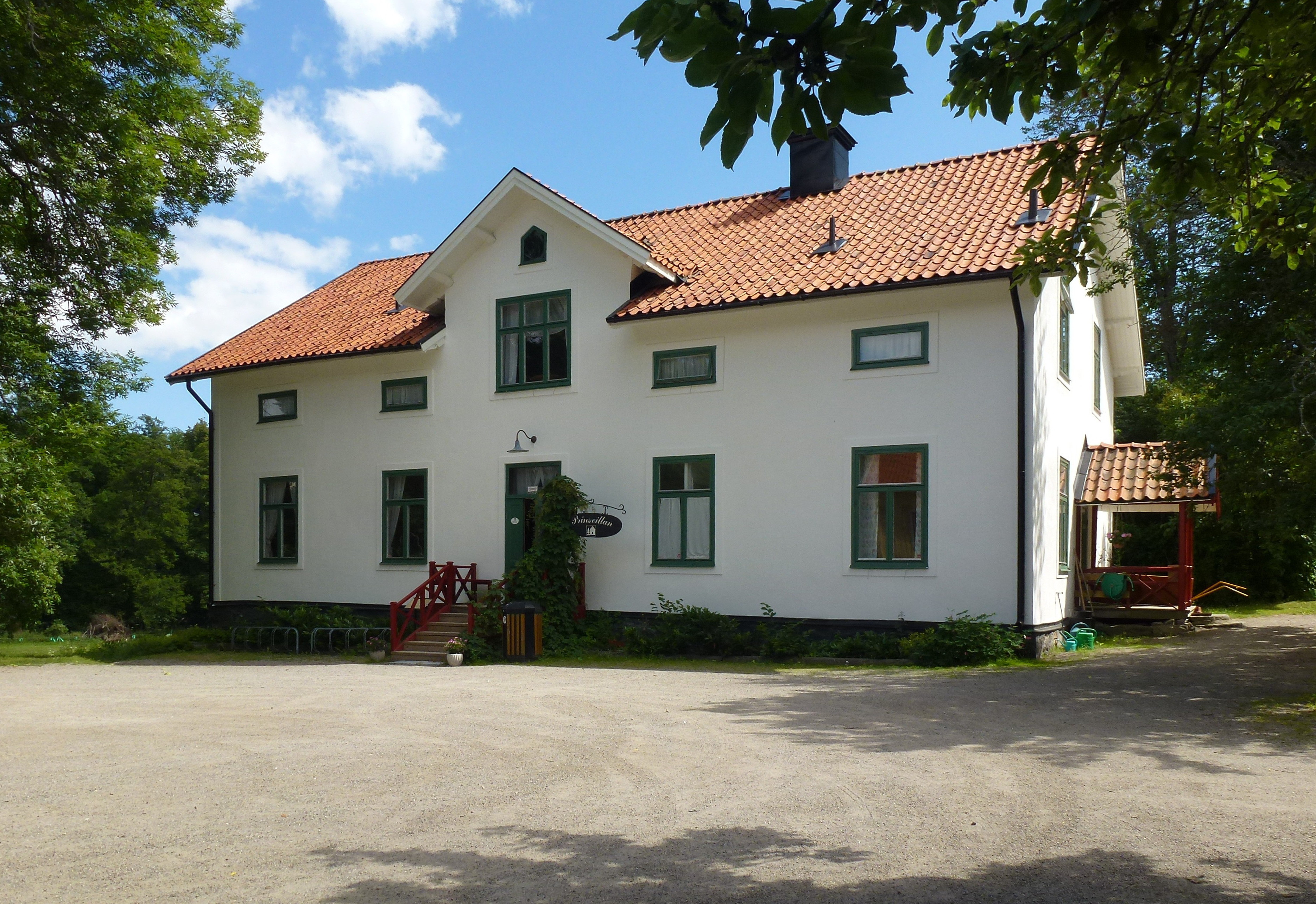
Prinsvillan, ”Lilla Tyresö”

## Bilder, parken och omgivningen

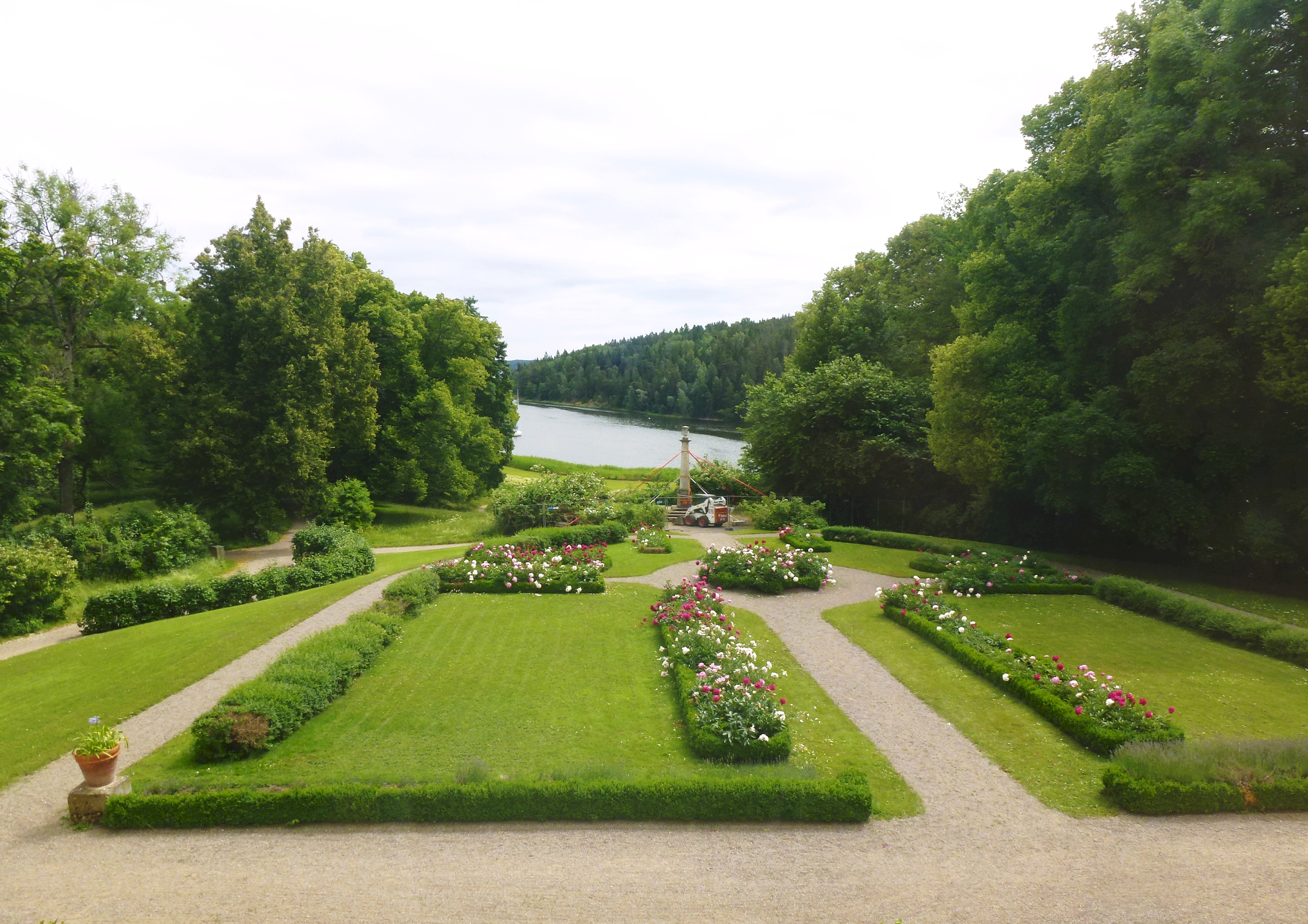
Slottsparken sedd från Stora matsalen
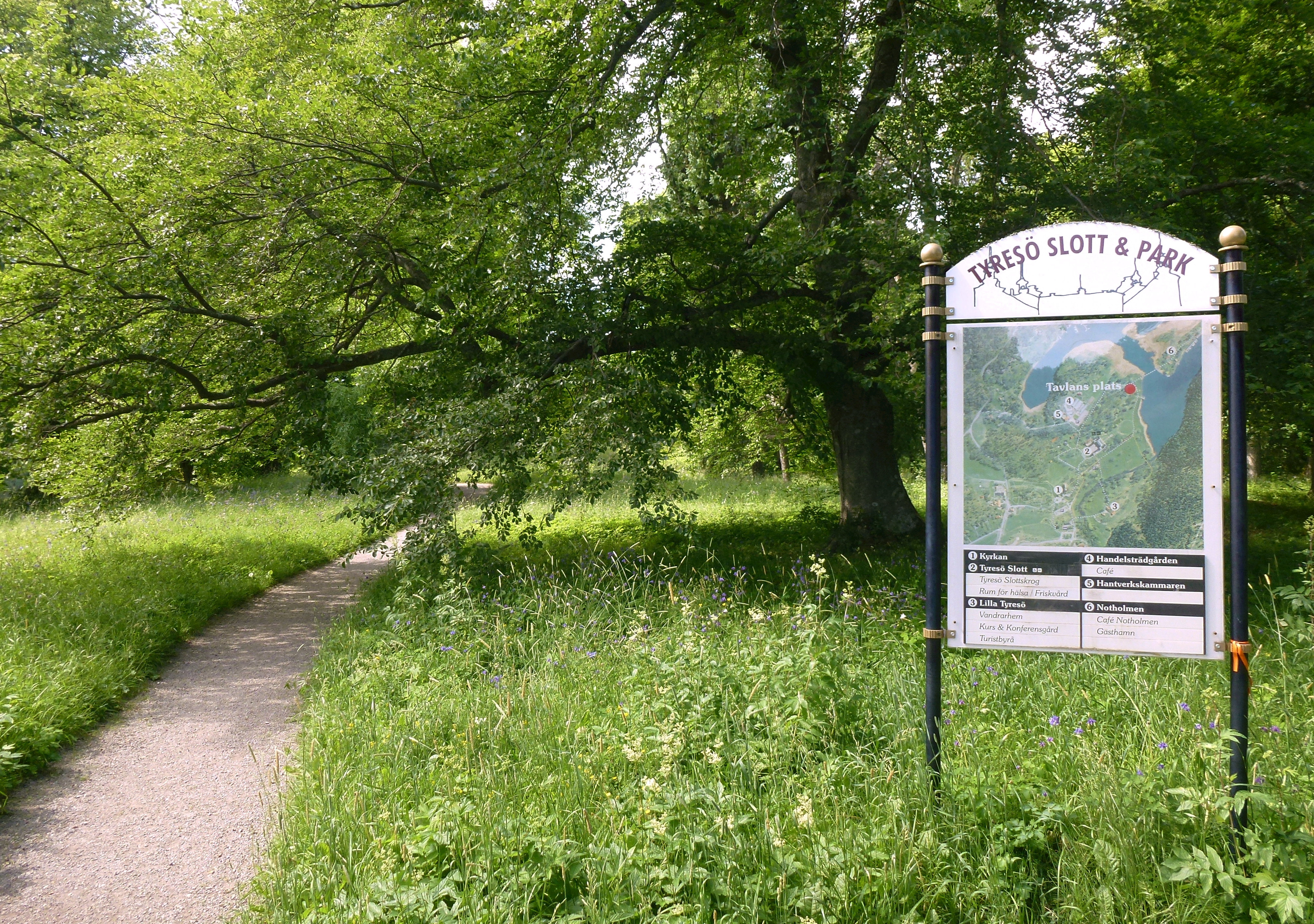
Engelska parken
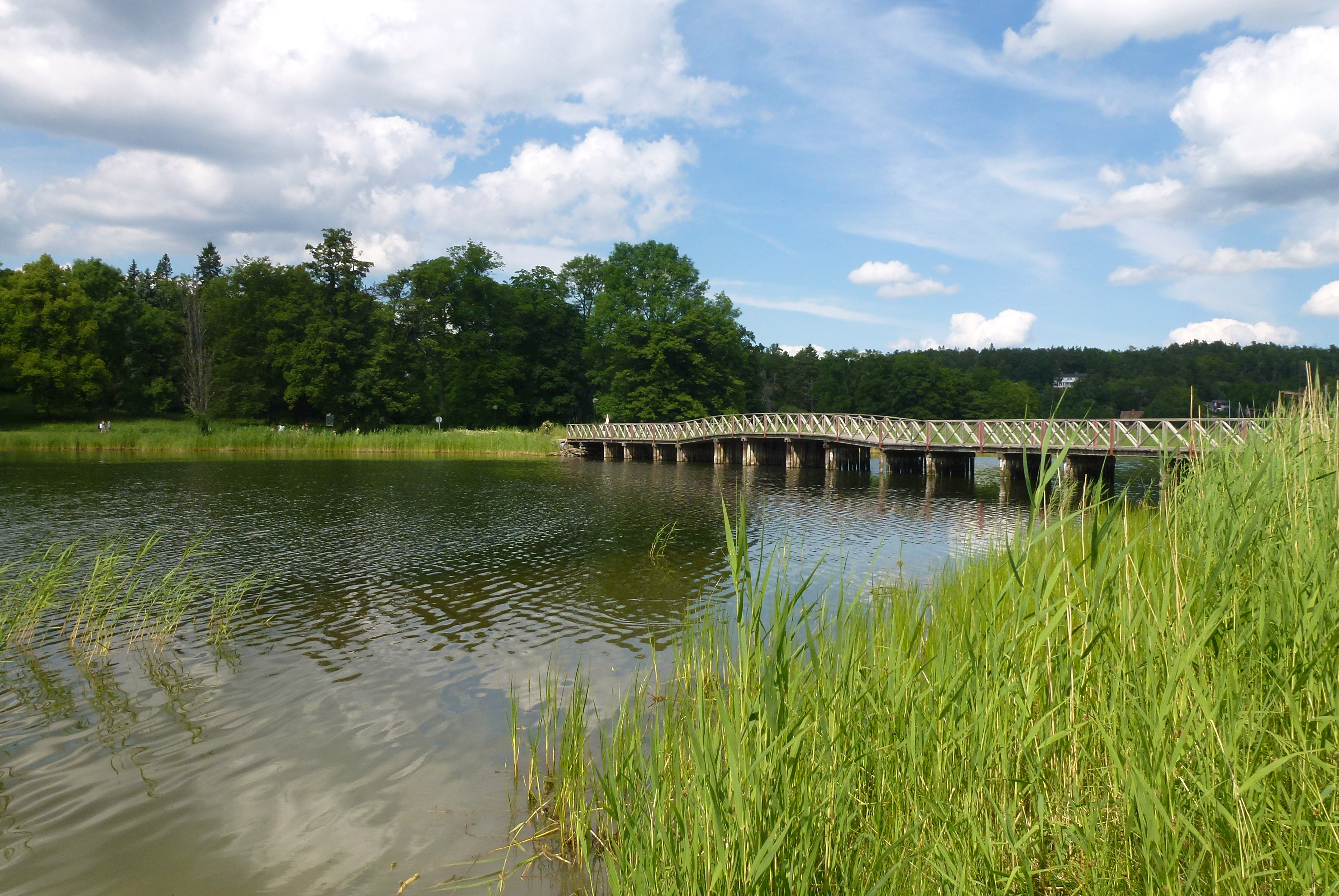
Gångbron till Notholmen
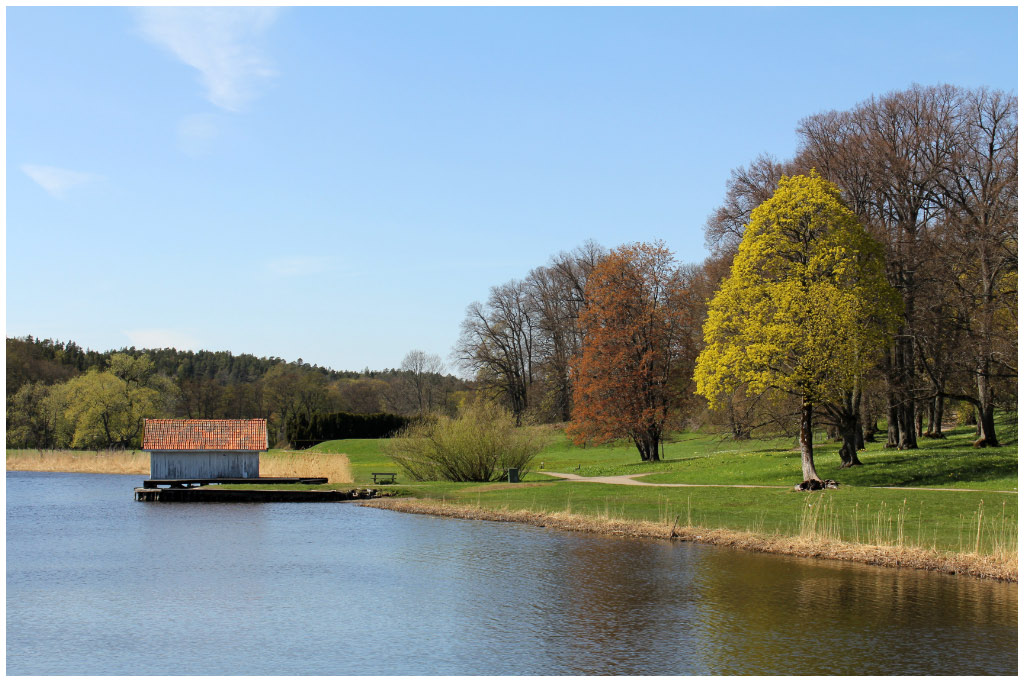
Parken i vårgrönska